# Arquitectura del Barroco en Europa Central

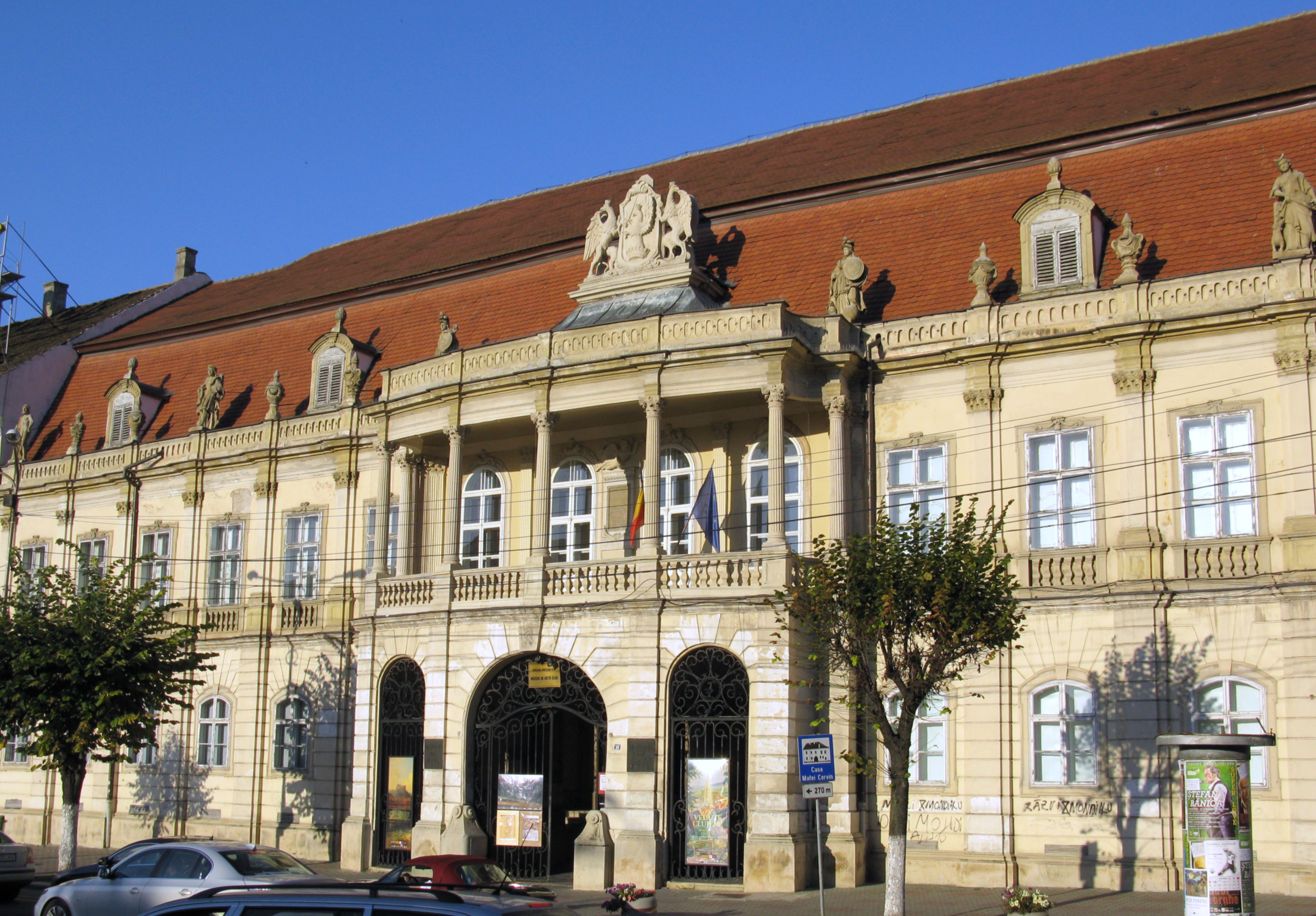
Palacio Bánffy en Cluj-Napoca, Transilvania

Arquitectura del Barroco en Europa Central, del Barroco alemán o expresiones similares, son denominaciones historiográficas para la arquitectura del Barroco en el espacio de Europa Central, que en la época (siglo XVII y la primera mitad del siglo XVIII) coincidía en gran medida con el Sacro Imperio Romano Germánico y las posesiones de los Habsburgo. Por comparación con la arquitectura barroca italiana, su inicio es más tardío, principalmente a causa de la guerra de los Treinta Años (1618-1648)

## Inicios
Algunos arquitectos de comienzos del siglo XVII, como Elias Holl (1573–1646), de Augsburgo, y algunos tratadistas como Joseph Furttenbach el Viejo, pueden considerarse ya barrocos, pero no tuvieron  hasta la segunda mitad. Desde la Paz de Westfalia la construcción se reactivó, tanto en obras religiosas como civiles. Inicialmente dominó la actividad de los maestros de obras del Sur de Suiza y Norte de Italia (llamados magistri Grigioni) y los lombardos (particularmente la familia Carlone

## Barroco austriaco

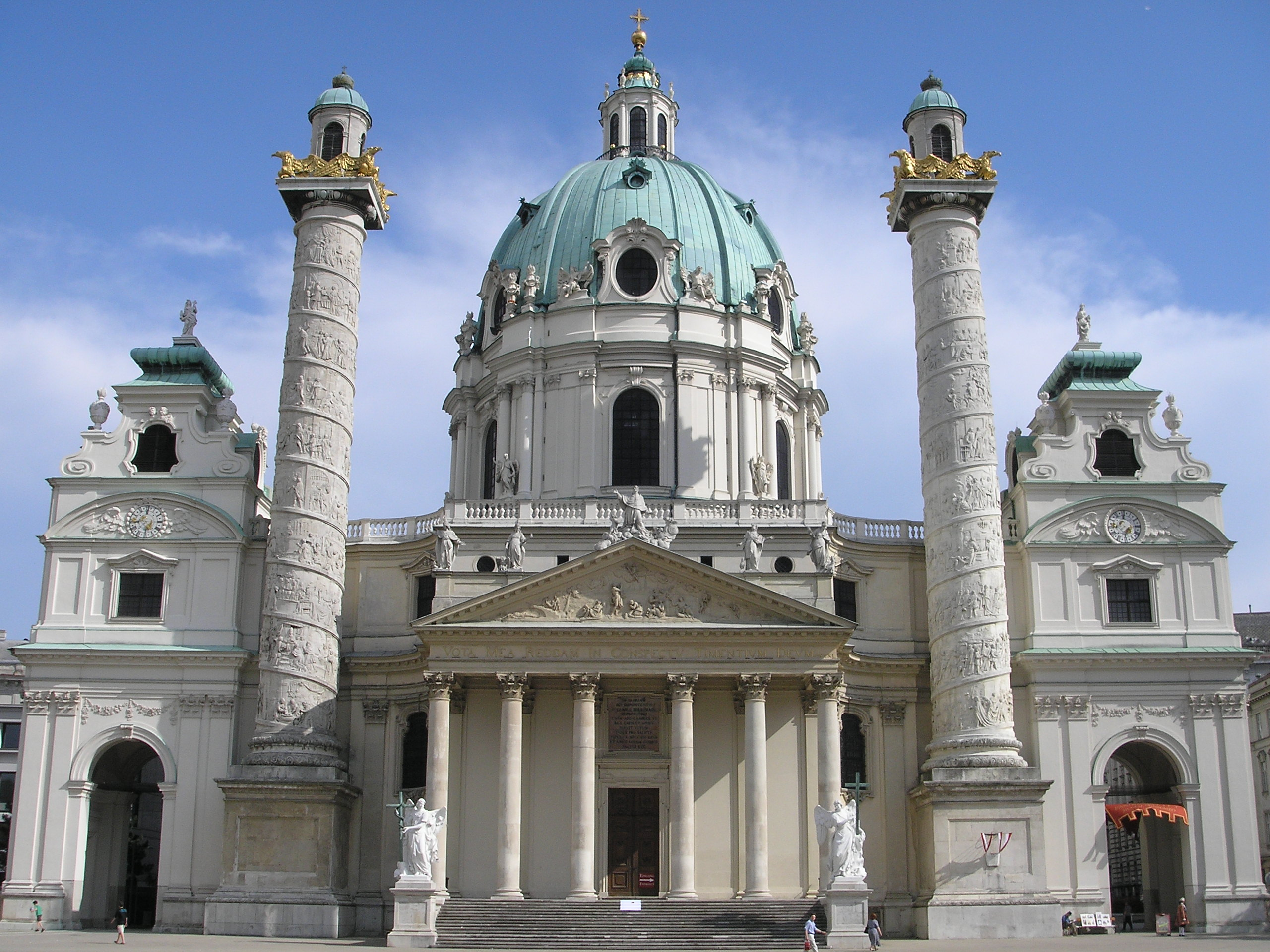
Karlskirche, clasicismo barroco, Viena (1716-1737)

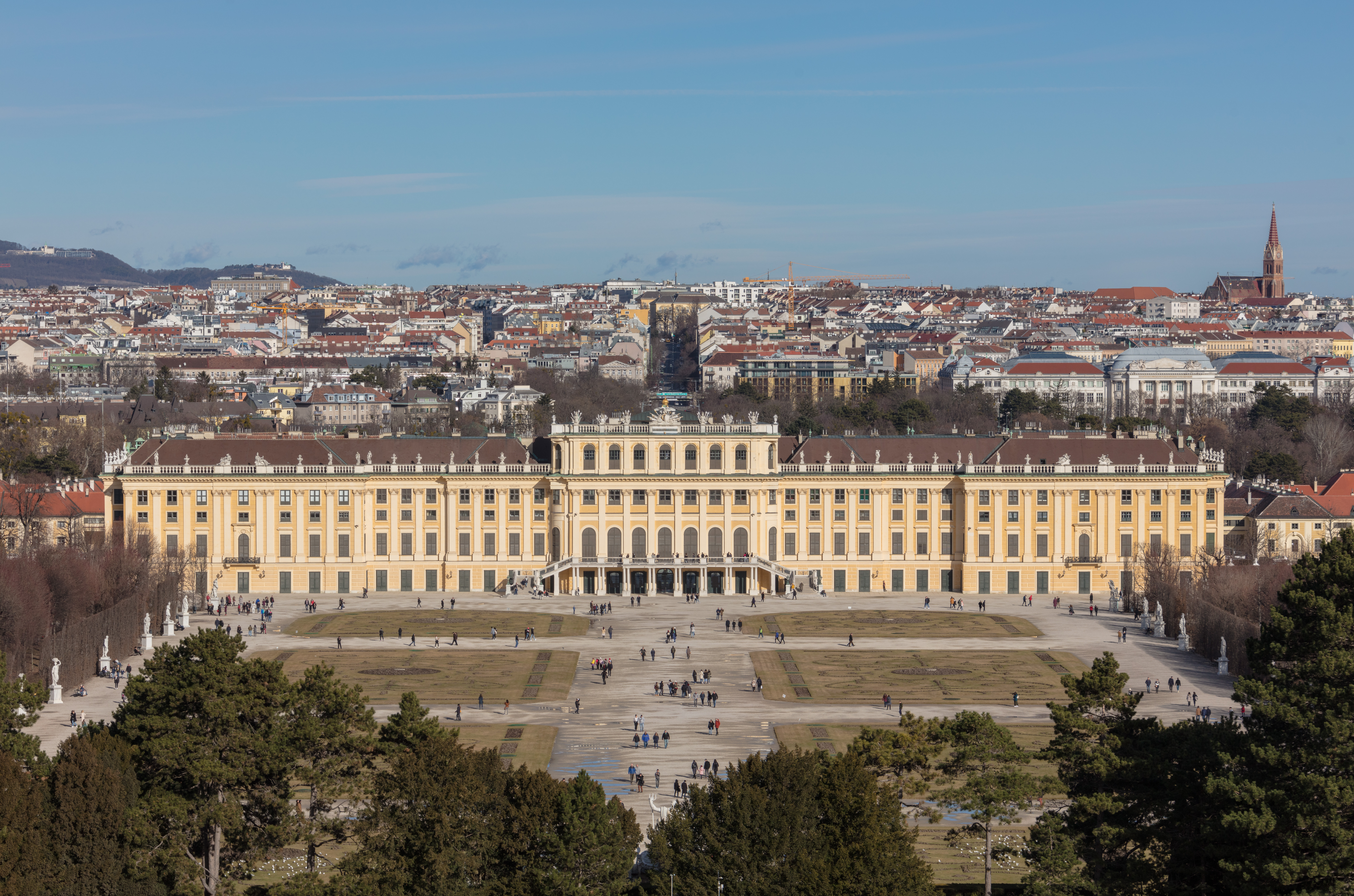
Palacio de Schönbrunn, Theresianisch (1743-1749)

En Austria se desarrolló un Barroco propio y característico durante el último tercio del siglo XVII, con Johann Bernhard Fischer von Erlach, que había recibido la influencia de Bernini. Forjó un nuevo estilo "imperial" compilando motivos de todo origen, como puede verse en la Karlskirche de Viena. Johann Lukas von Hildebrandt también había realizado su aprendizaje en Italia, y desarrolló un estilo muy decorativo, particularmente en las fachadas, que tuvo gran influencia en el Sur de Alemania.

Ejemplos de barroco austriaco
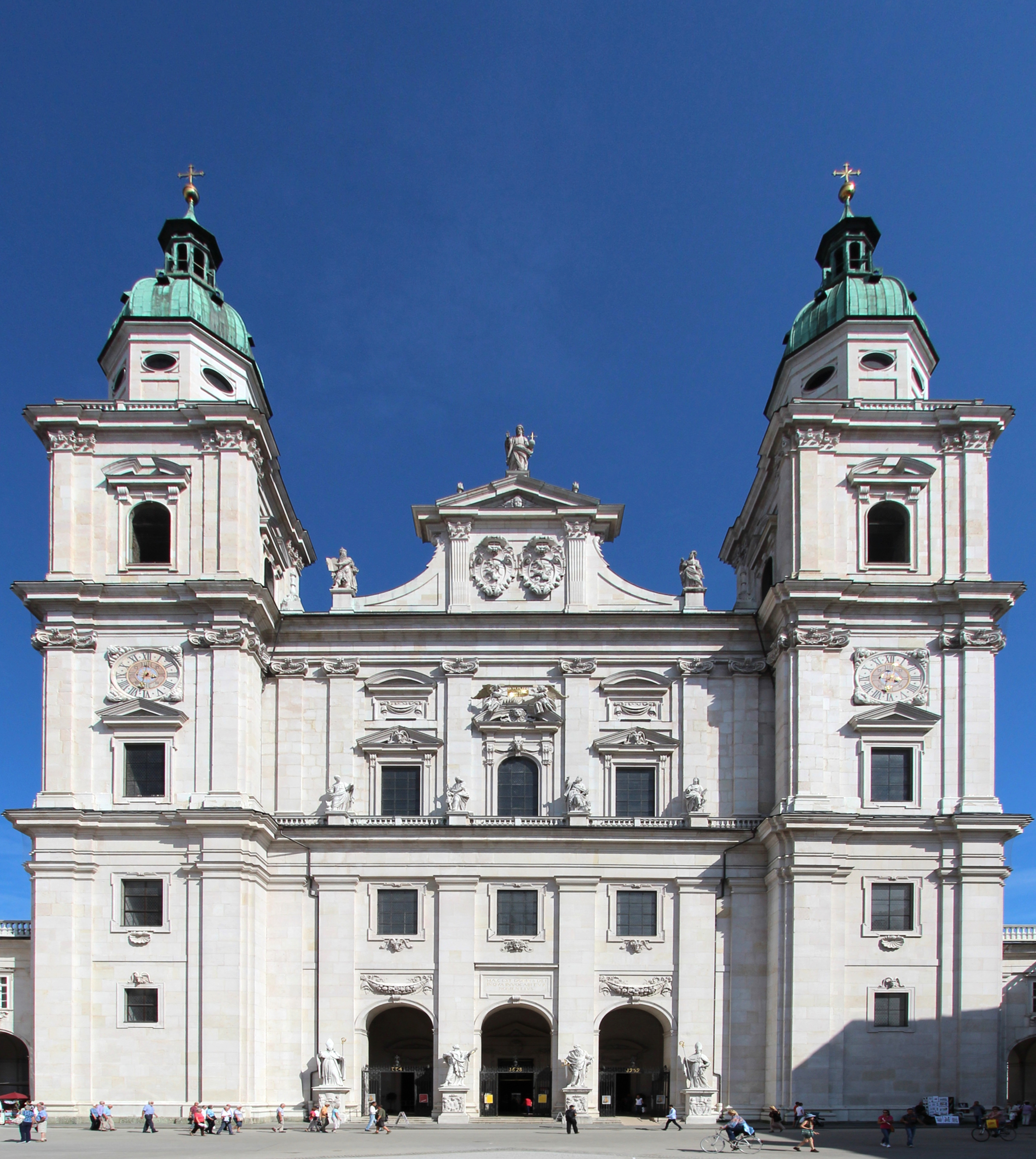
Catedral de Salzburgo, frühe Barockisierung (1614-1629)
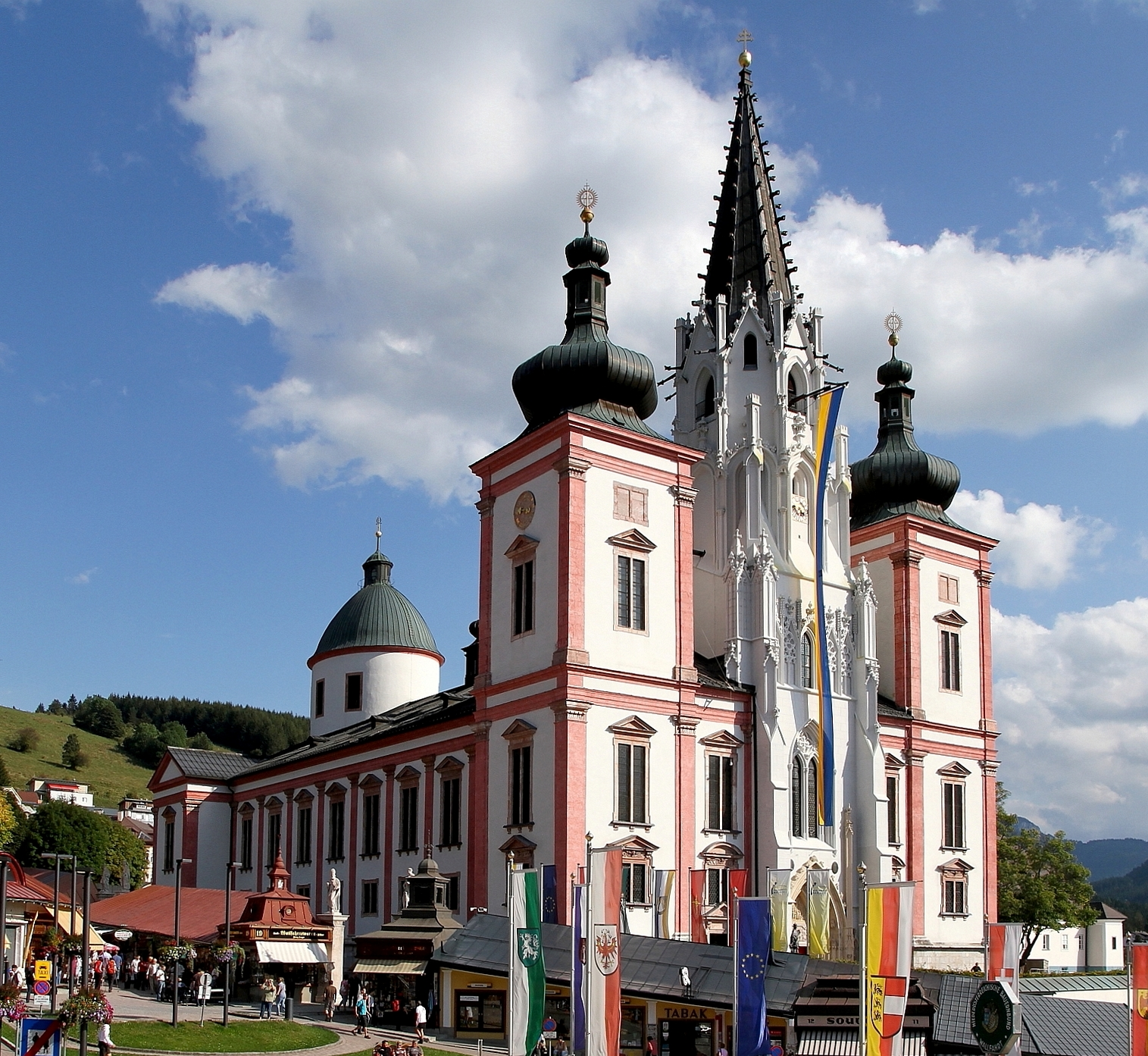
Basílica del Nacimiento de la Virgen María, Barockisierung (1644-1683)
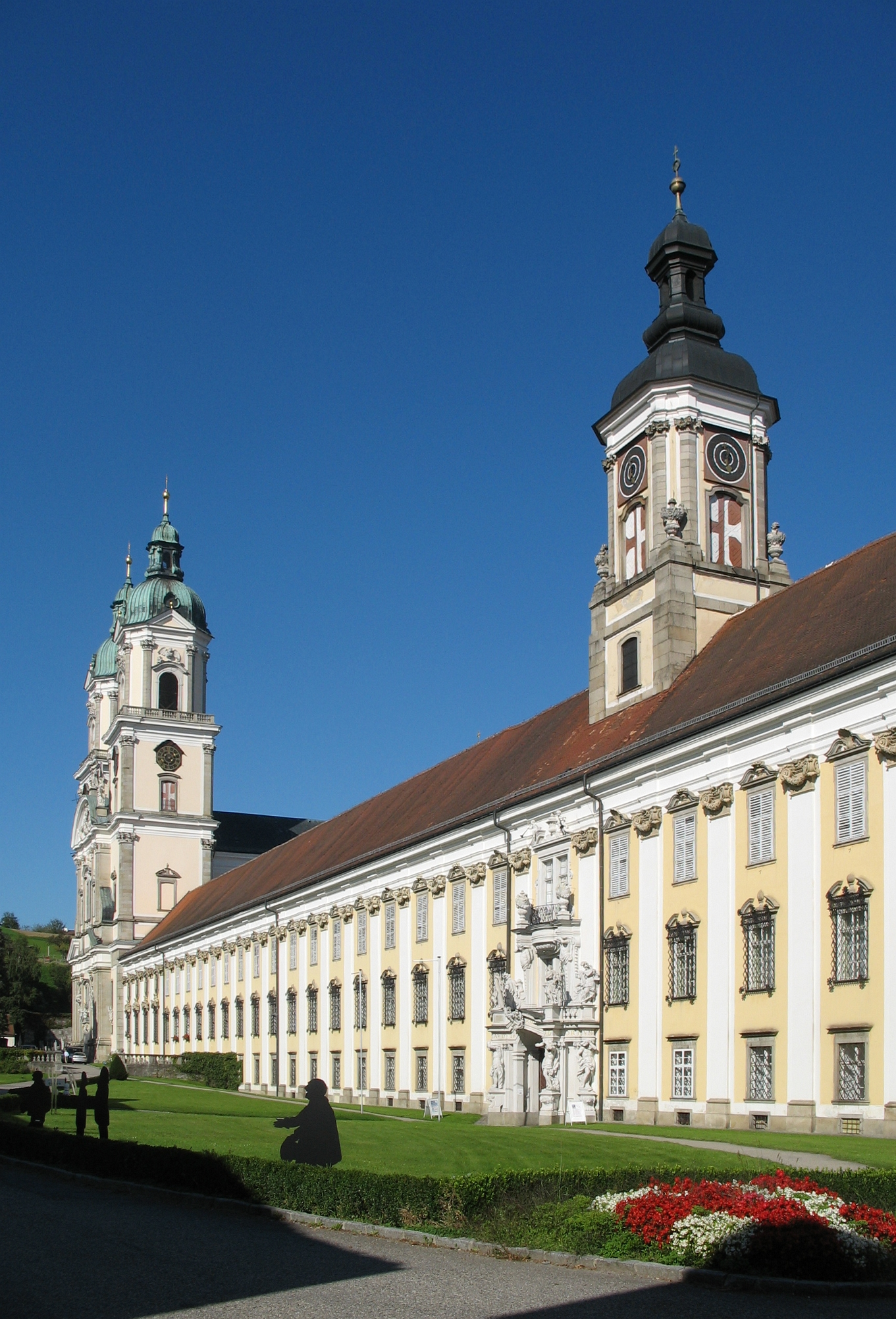
Abadía de San Florián, Alto Barroco (1686-1708)
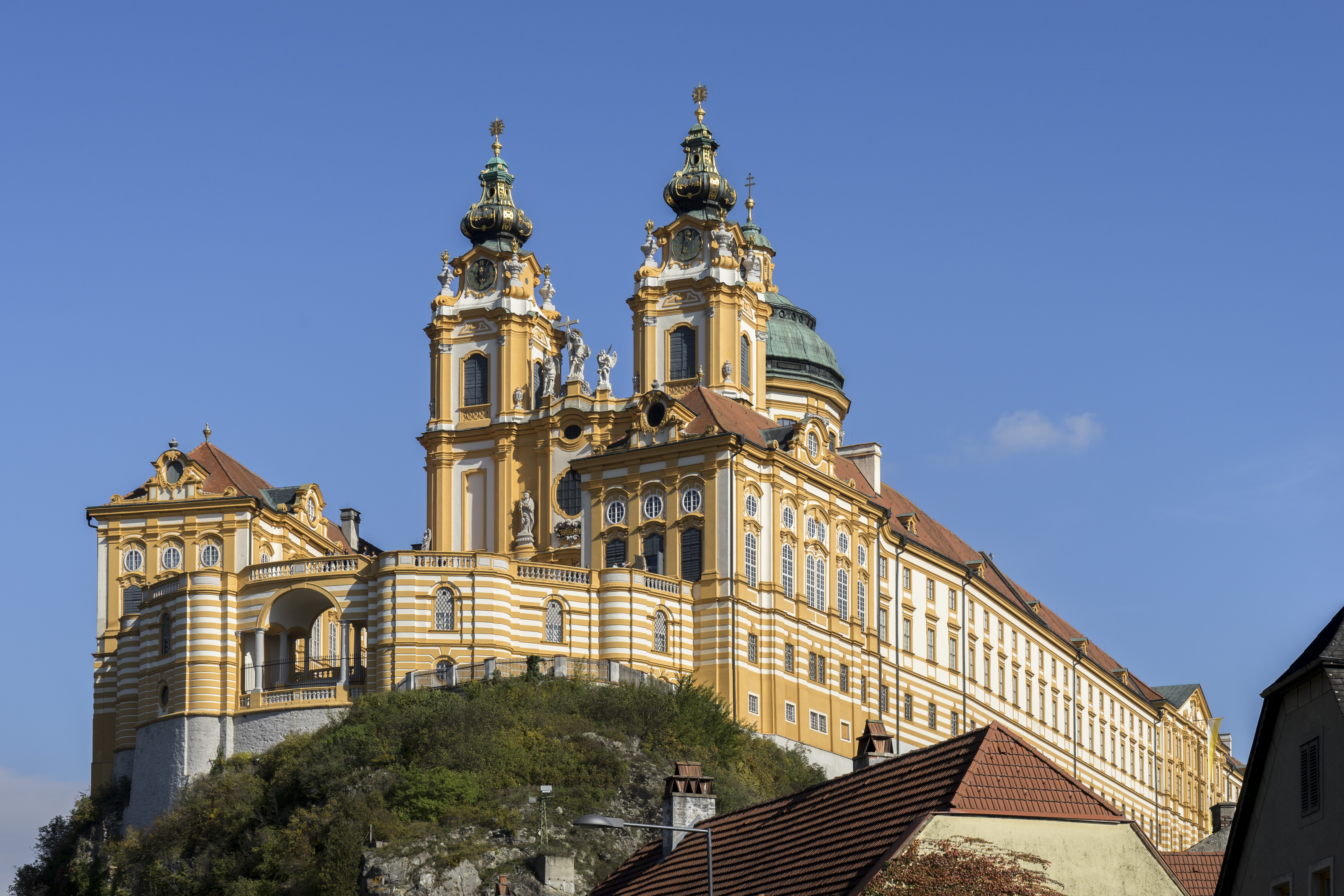
Abadía de Melk, obra de Jakob Prandtauer en alto barroco (1702-1736)
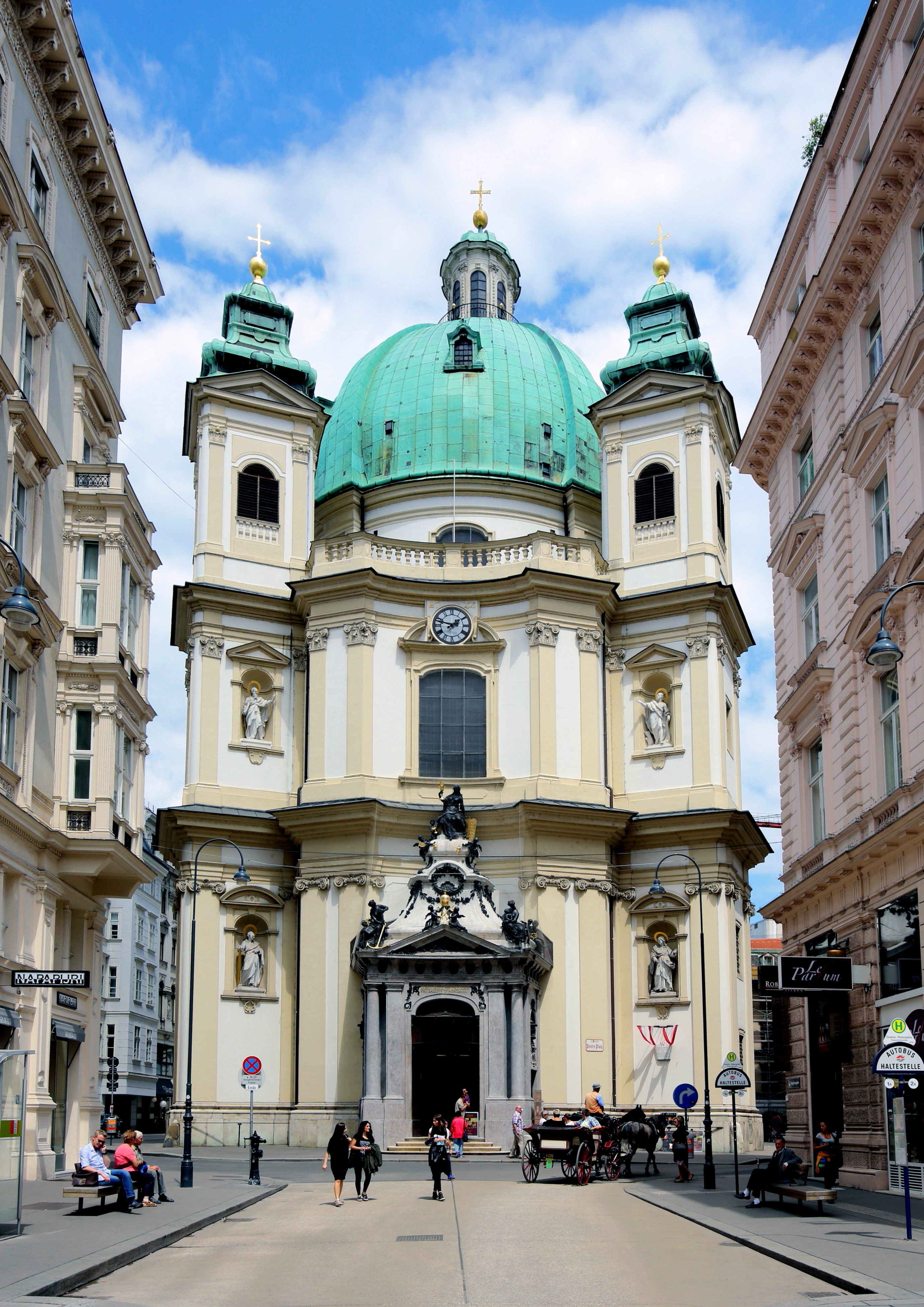
Peterskirche, Viena (1701-1733)
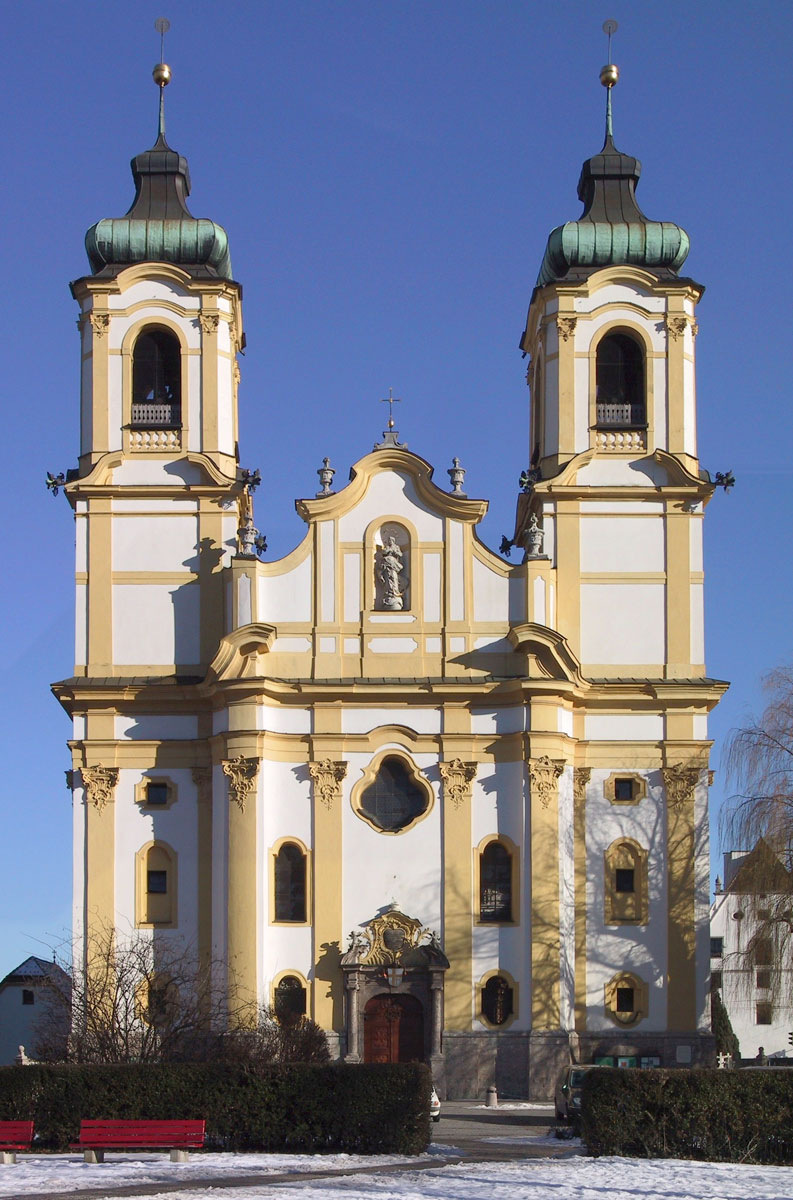
Basilica de Wilten, Innsbruck, rococó (1751-1756)

Interiores del barroco austriaco
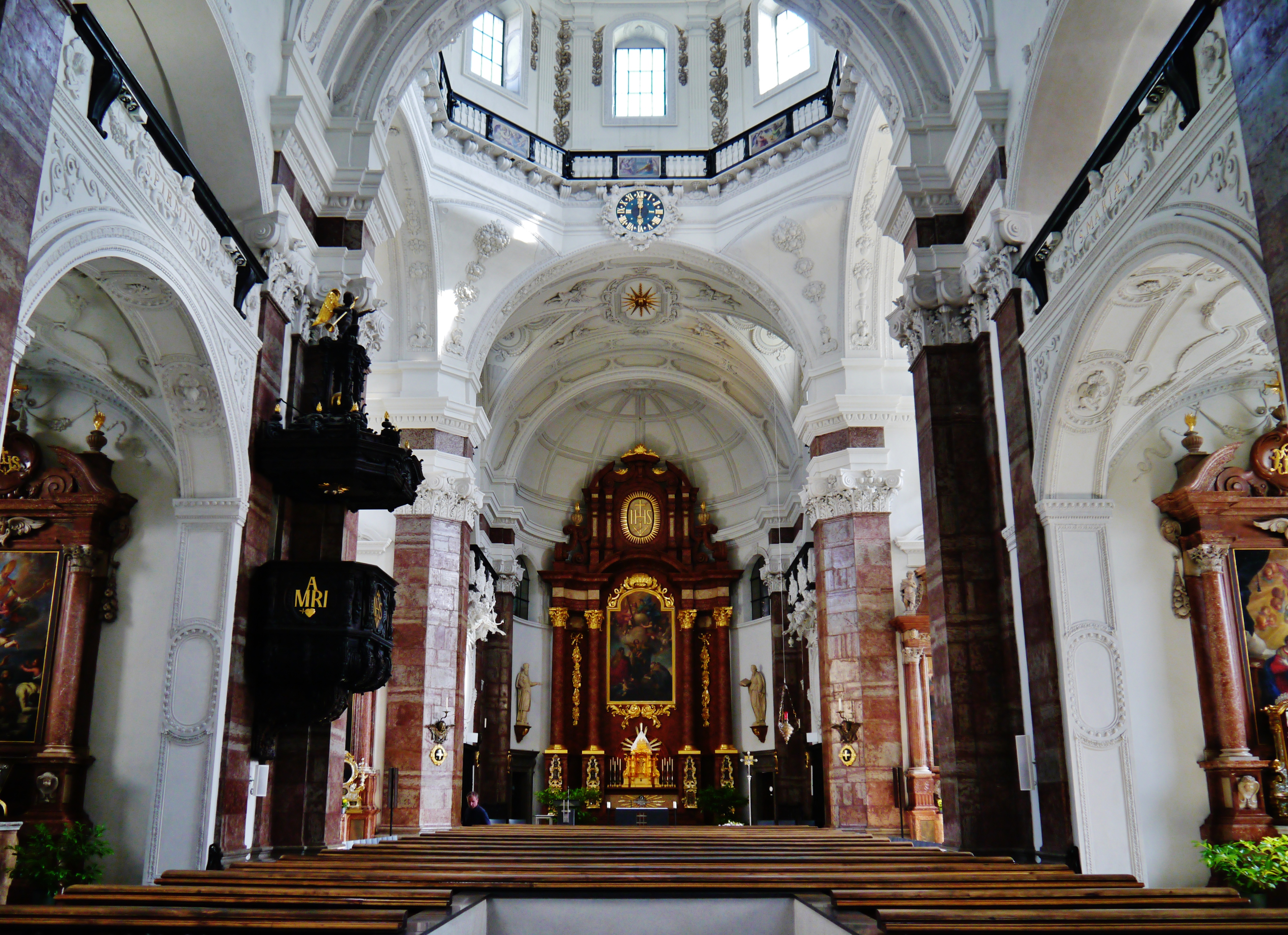
Iglesia de los Jesuitas (Innsbruck), barroco temprano (1627-1646)
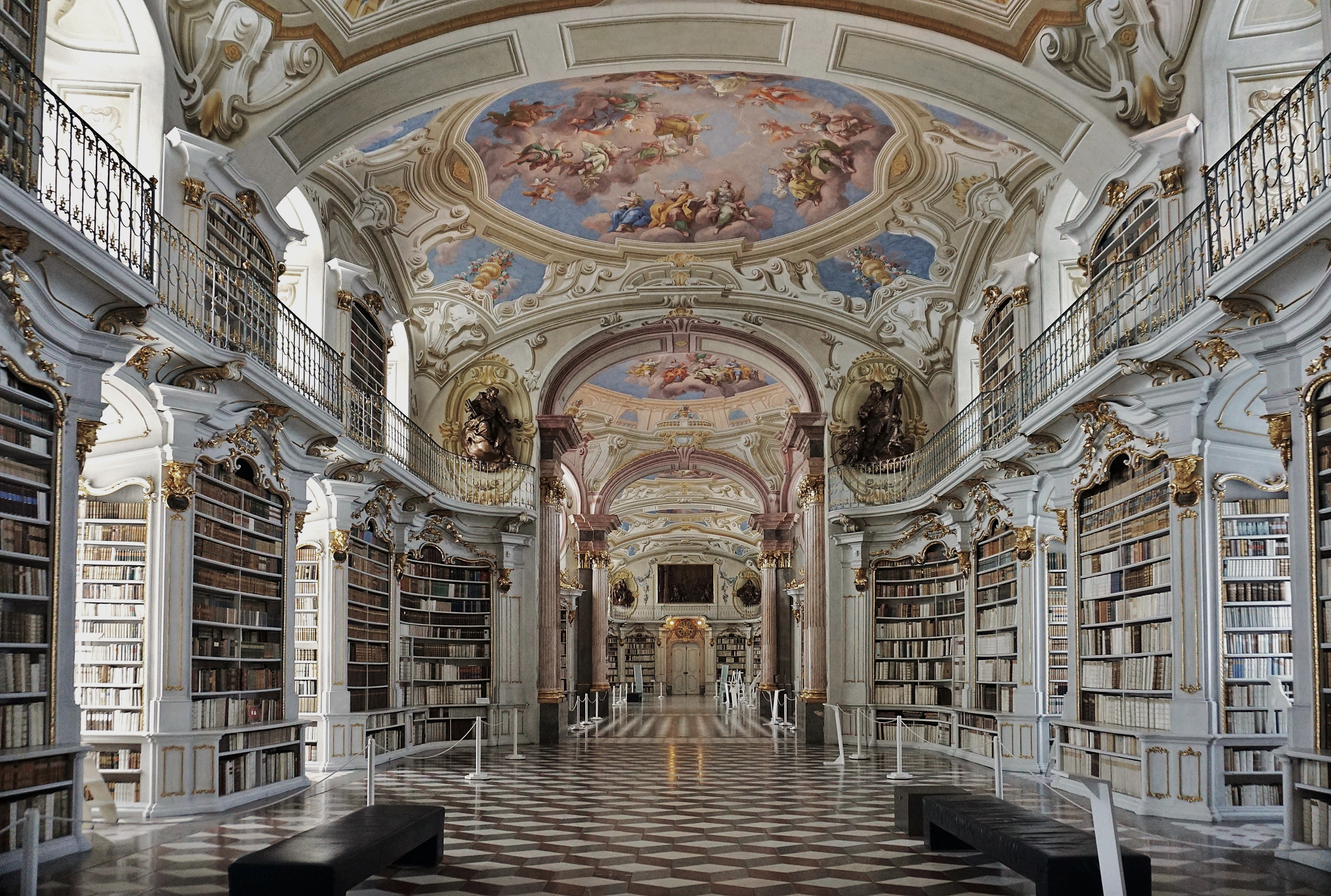
Biblioteca del Monasterio de Admont, obra de Joseph Huebe Spätbarock (1776)
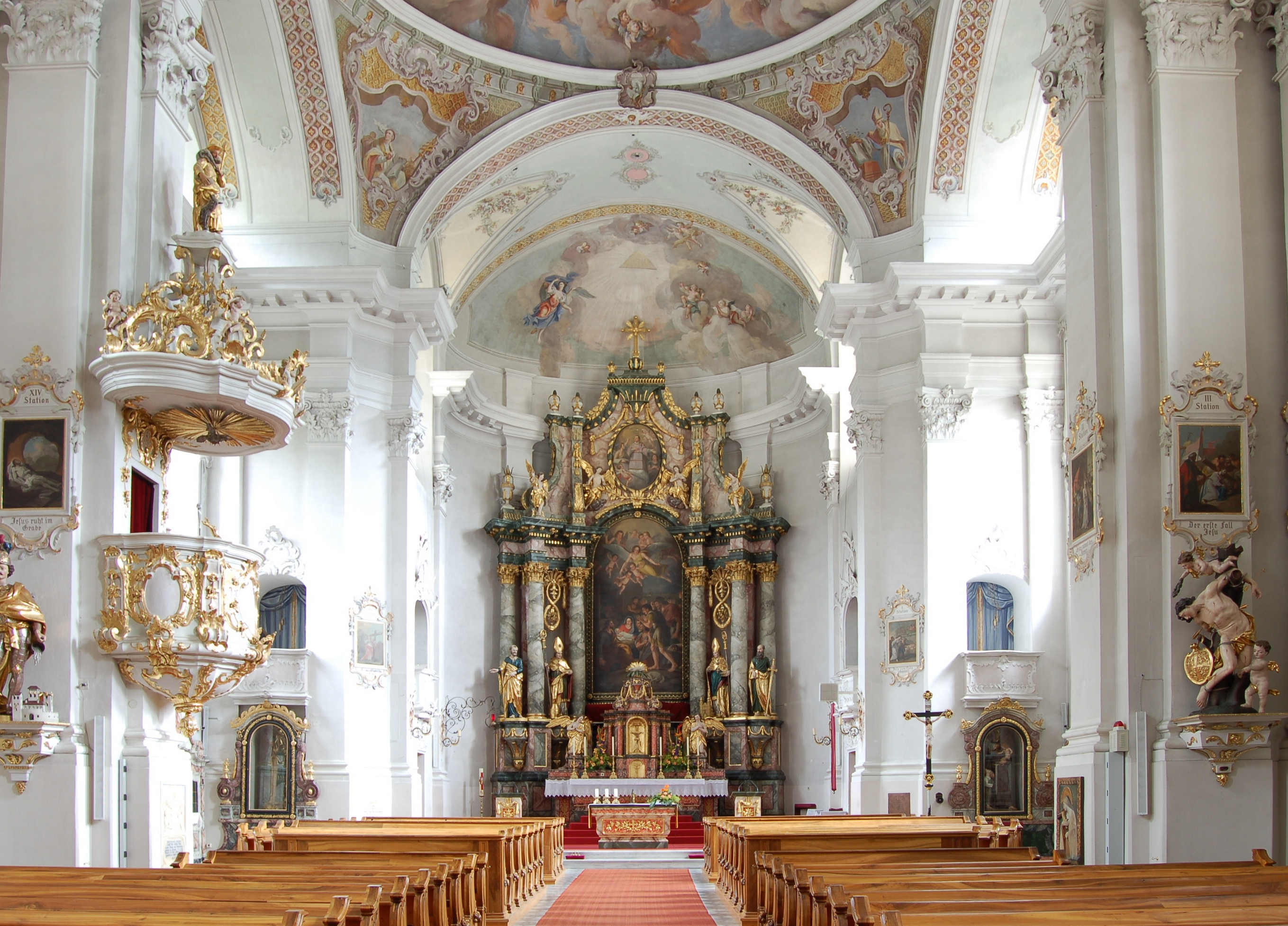
Pfarrkirche Matrei in Osttirol, Wende Barock/Klassizismus (1777-1783)

## Sur de Alemania, iglesias de "muro-pilar"

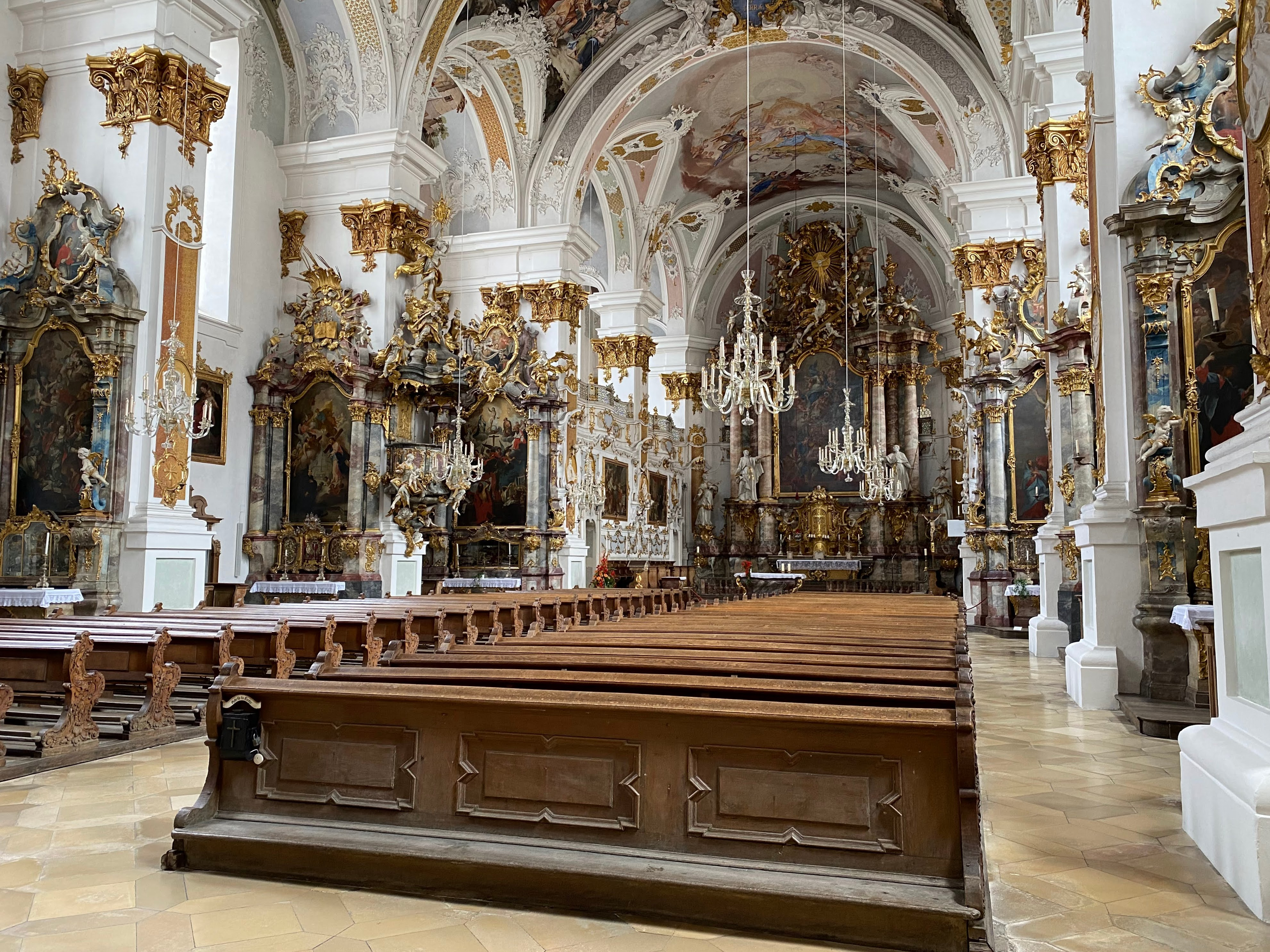
Interior de la Studienkirche de Dillingen.

Frecuentemente, el Barroco arquitectónico del Sur de Alemania se distingue del Norte, siguiendo la oposición religiosa entre católicos y protestantes. En el Sur católico, la iglesia jesuita de San Miguel de Múnich fue la primera en introducir el estilo italiano al otro lado de los Alpes. No obstante, su influencia en los posteriores desarrollos de arquitectura religiosa fueron bastante limitados. Un modelo más práctico y adaptado de iglesia era el de la Studienkirche, la iglesia del colegio jesuita de Dillingen: una iglesia de "muro-pilar" (wall-pillar church), una única nave cubierta con bóveda de cañón a la que se abren grandes capillas separadas por muros-pilares. Al contrario que en San Miguel de Múnich, las capillas casi alcanzan la altura de la nave en este modelo de iglesia de muro-pilar, y sus bóvedas (normalmente bóvedas de cañón transversales) se alzan desde el mismo nivel que la bóveda de la nave. Las capillas proporcionan una amplia iluminación; visto desde la entrada de la iglesia, los muros-pilares forman un escenario teatral para los altares laterales. El modelo de iglesia de muro-pilar fue más adelante desarrollado por la escuela de Vorarlberg, así como por los maestros de obras bávaros. Este nuevo tipo de iglesia también se integró bien con el modelo de iglesia de salón del Gótico final alemán. El modelo de iglesia de muro-pilar continuó usándose durante el siglo XVIII (por ejemplo en la temprana iglesia neoclásica de la abadía de Rot an der Rot), y las preexistentes podían ser fácilmente renovadas sin cambios estructurales, como la iglesia de Dillingen.

Barroco del sur de Alemania
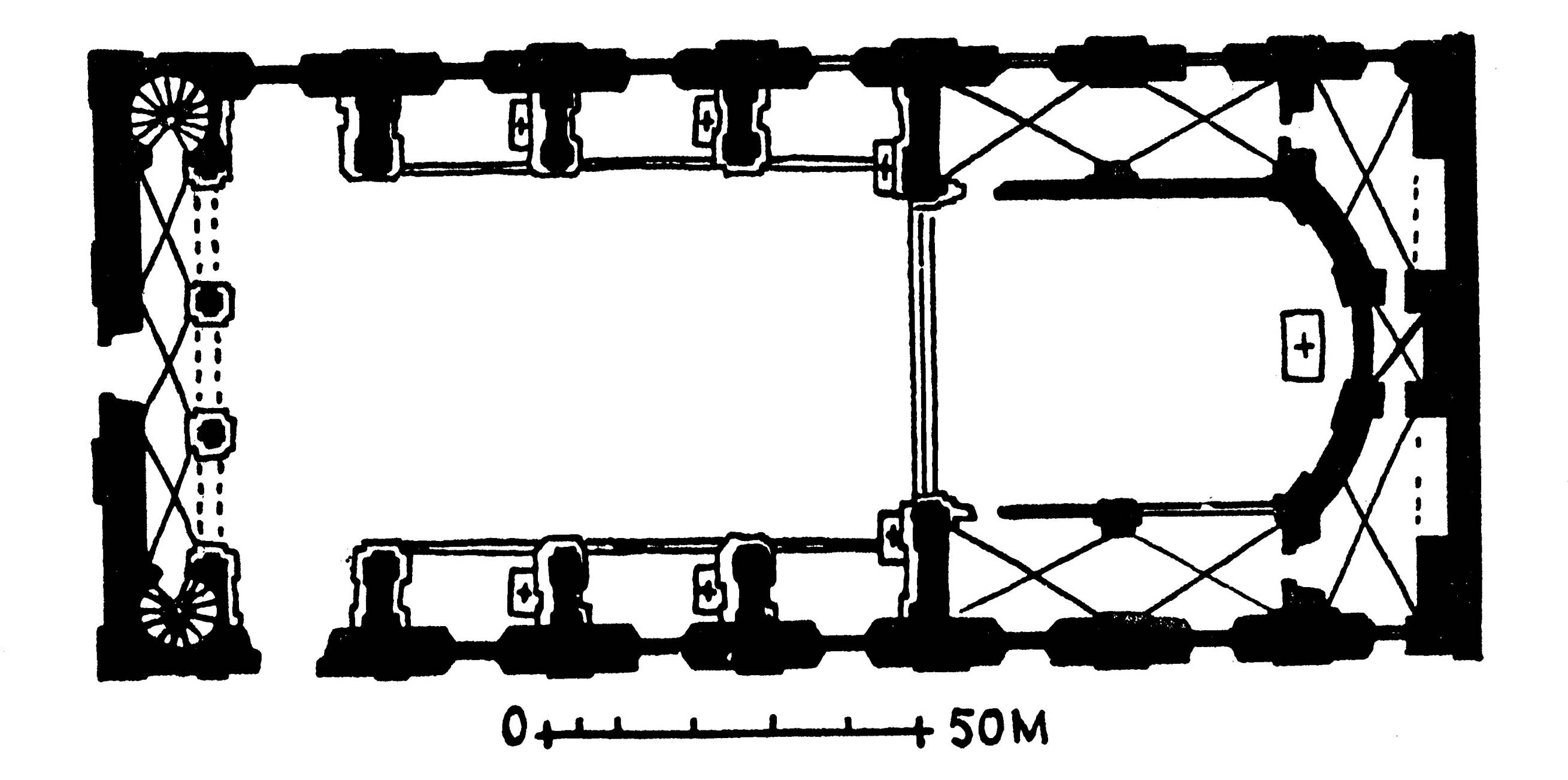
Planta de la Studienkirche de Dillingen

## Barroco radical bohemio
No obstante, el Sur católico también recibió influencia de otros entornos, como el llamado barroco radical de Bohemia, de los arquitectos de Praga Christoph Dientzenhofer y su hijo Kilian Ignaz Dientzenhofer, inspirado en ejemplos del Norte de Italia, particularmente en las obras de Guarino Guarini. Se caracteriza por la curvatura de los muros y la intersección de espacios ovales.

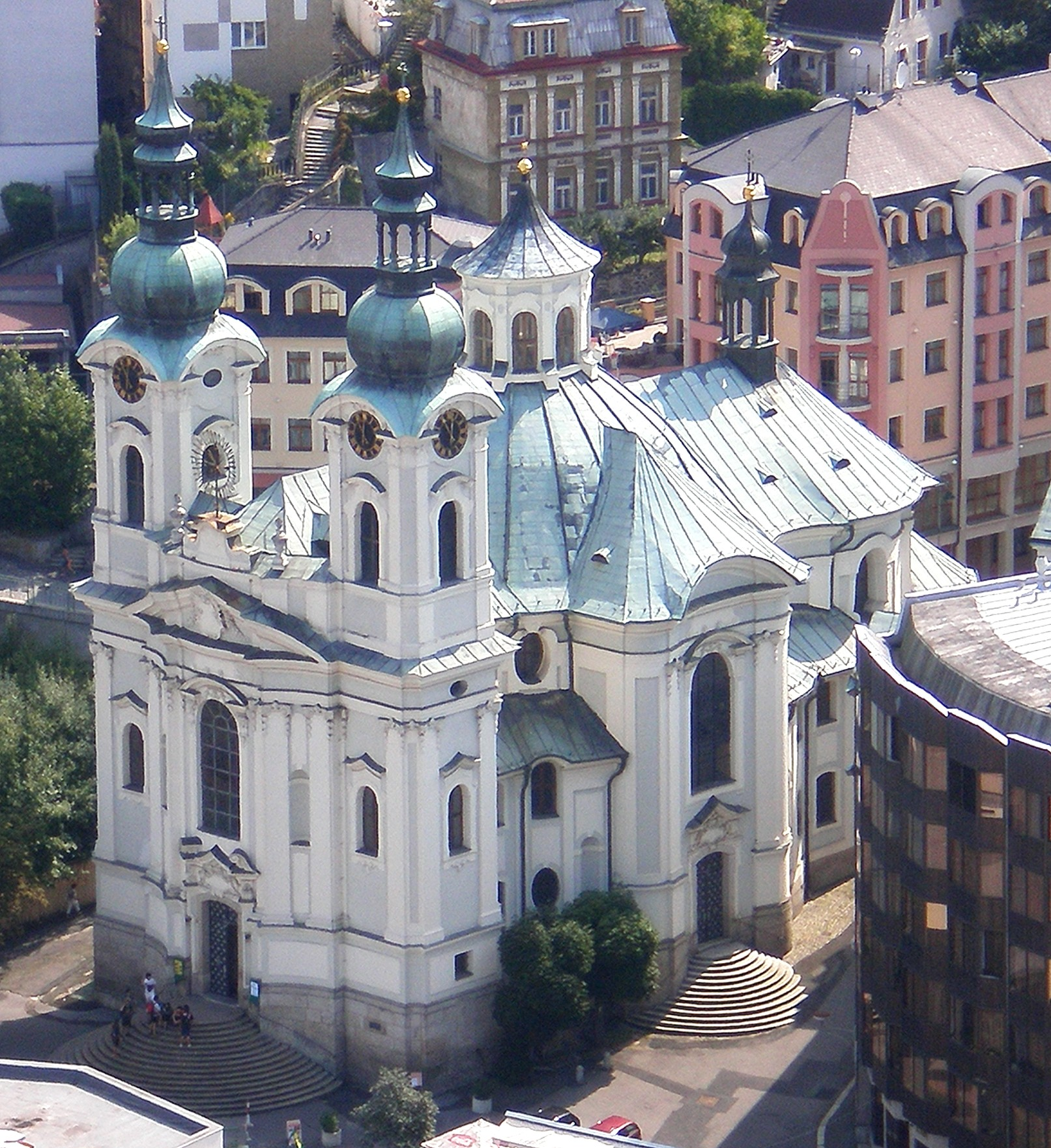
Iglesia de Santa María Magdalena (Karlovy Vary),
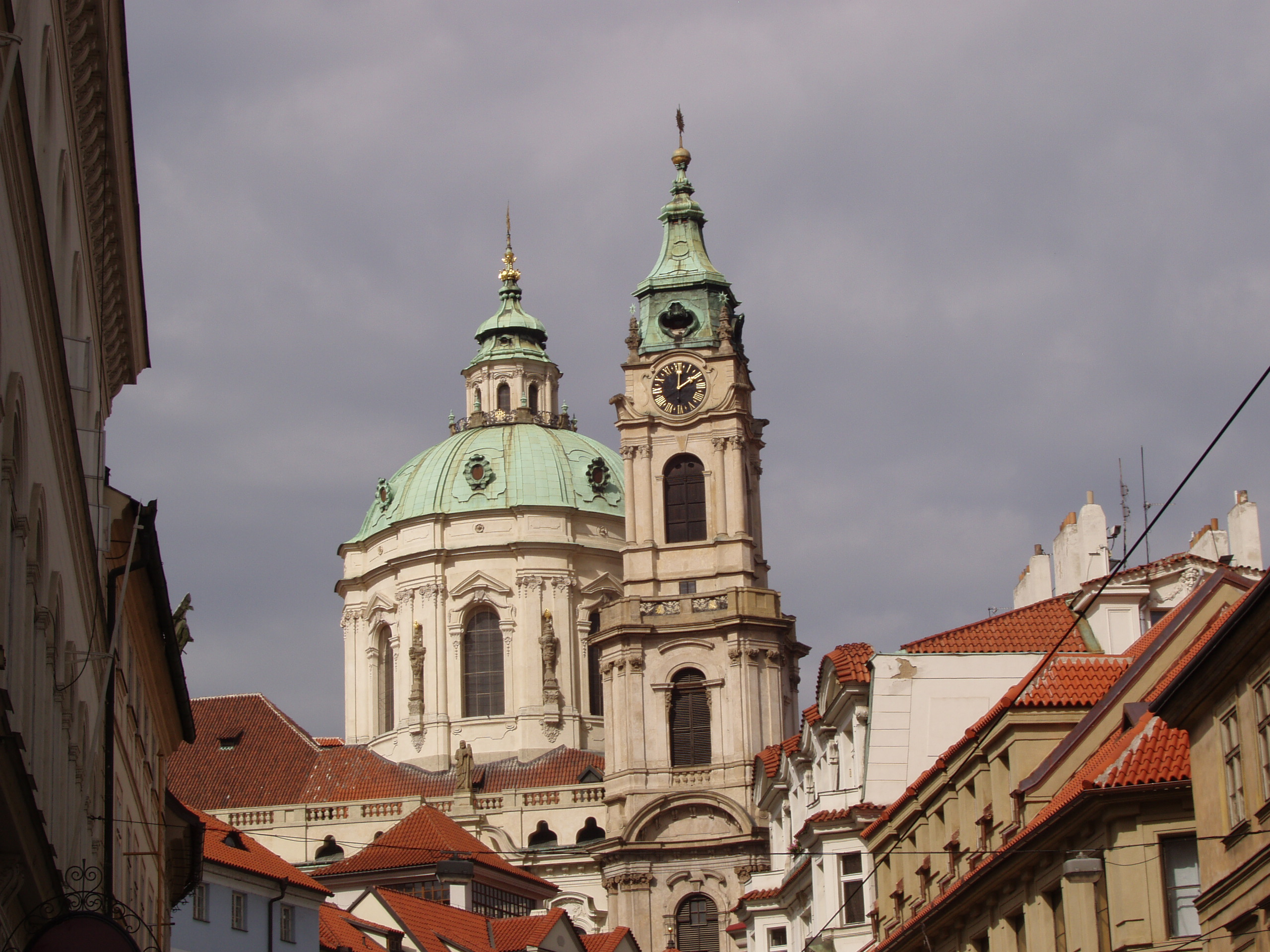
Iglesia de San Nicolás (Praga).

## Baviera
Mientras que alguna influencia bohemia es visible en el arquitecto bávaro más promiente del periodo, Johann Michael Fischer (miradores curvos de alguna de sus más tempranas iglesias de muro-pilar -basílica de la abadía de Ottobbeuren-), las obras de Balthasar Neumann (basílica de Vierzehnheiligen) son consideradas generalmente como la síntesis final de las tradiciones bohemia y alemana.

Barroco bávaro
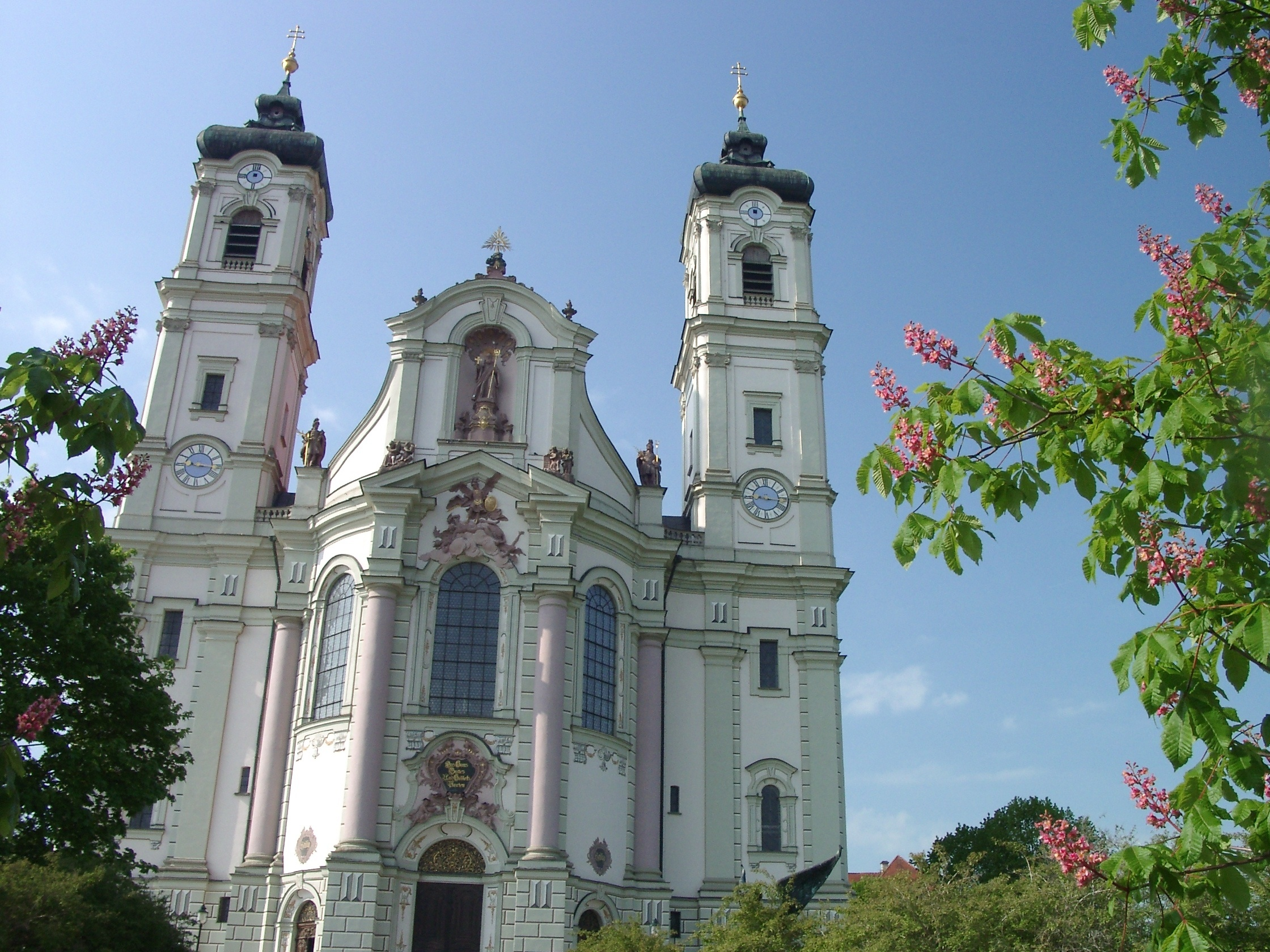
Ottobeuren.
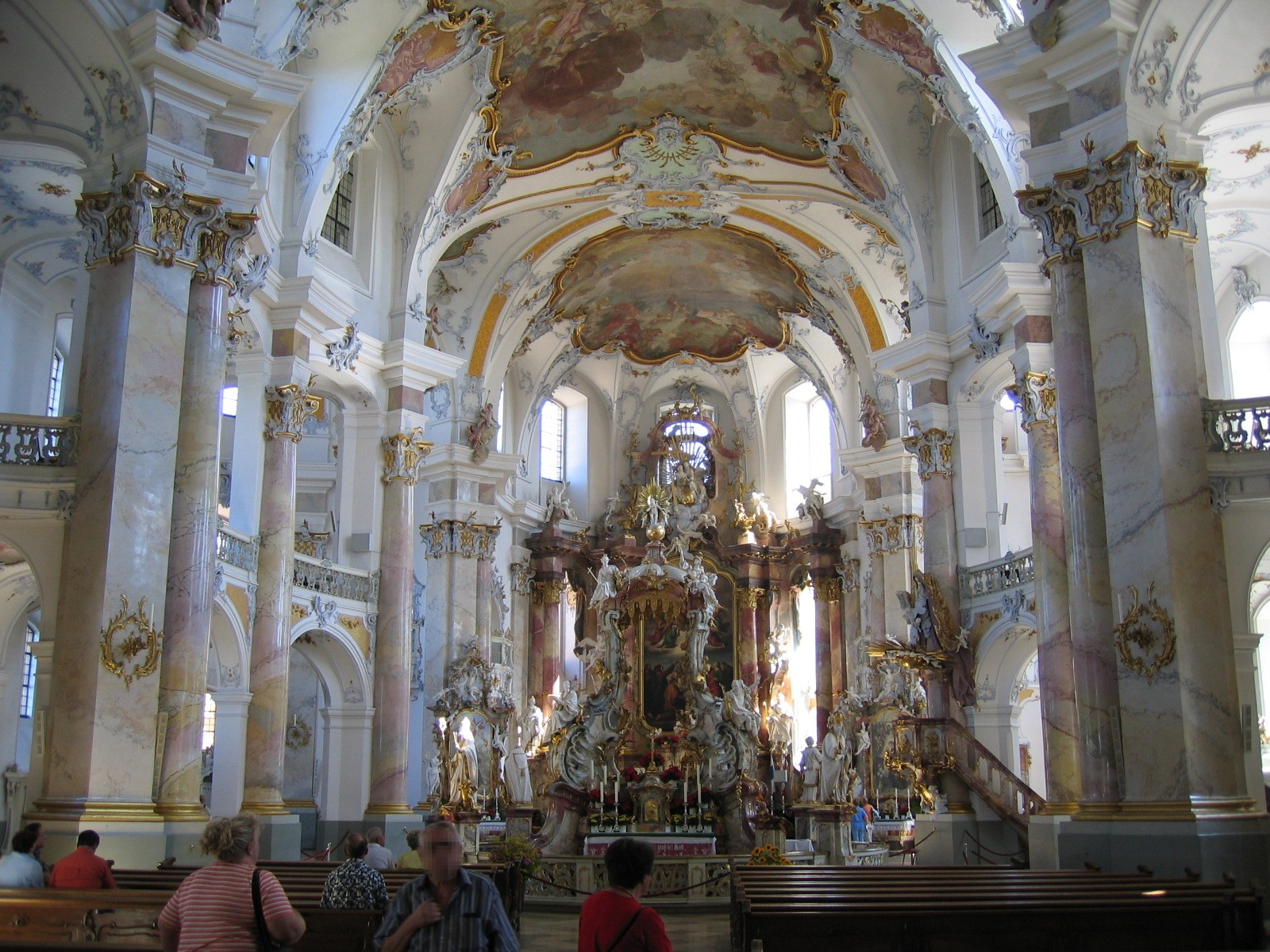
Interior de la Vierzehnheiligen.
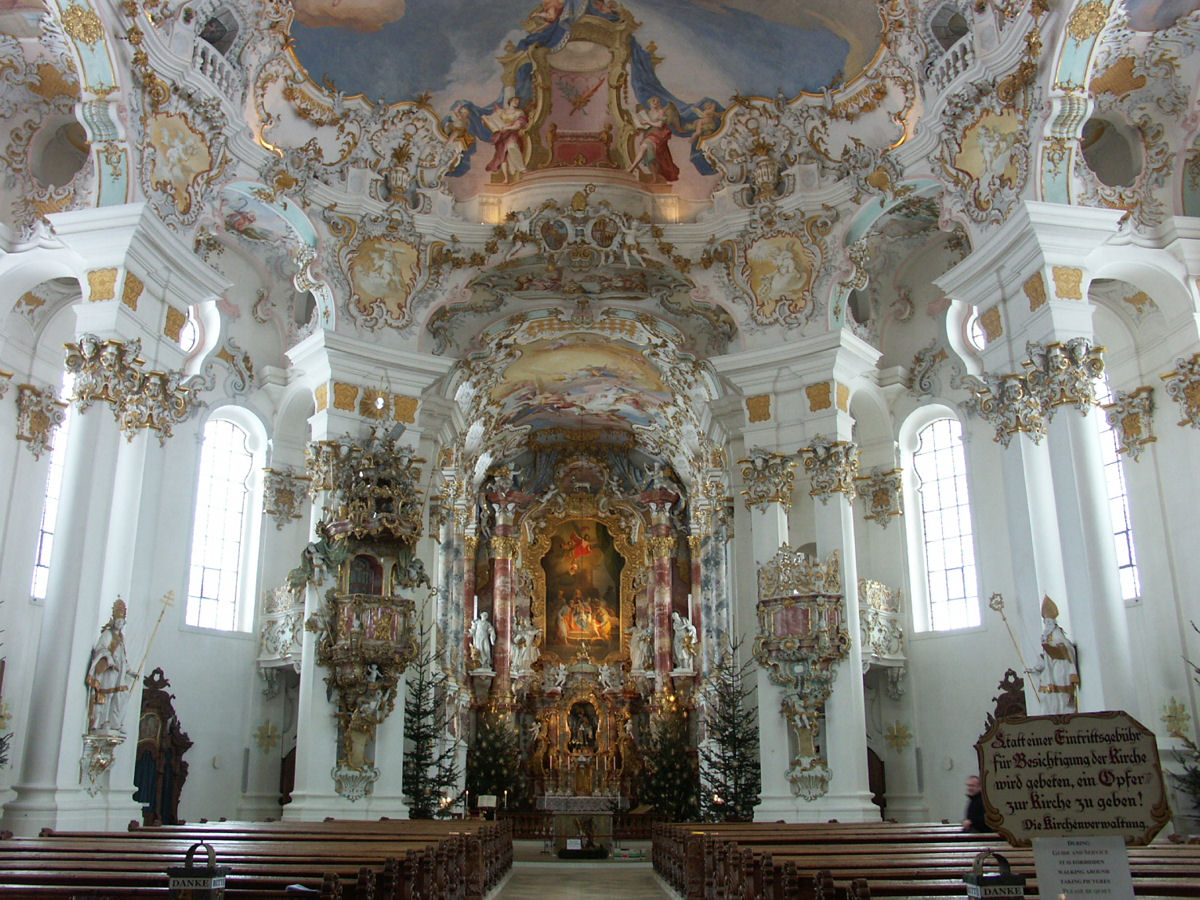
Wieskirche.
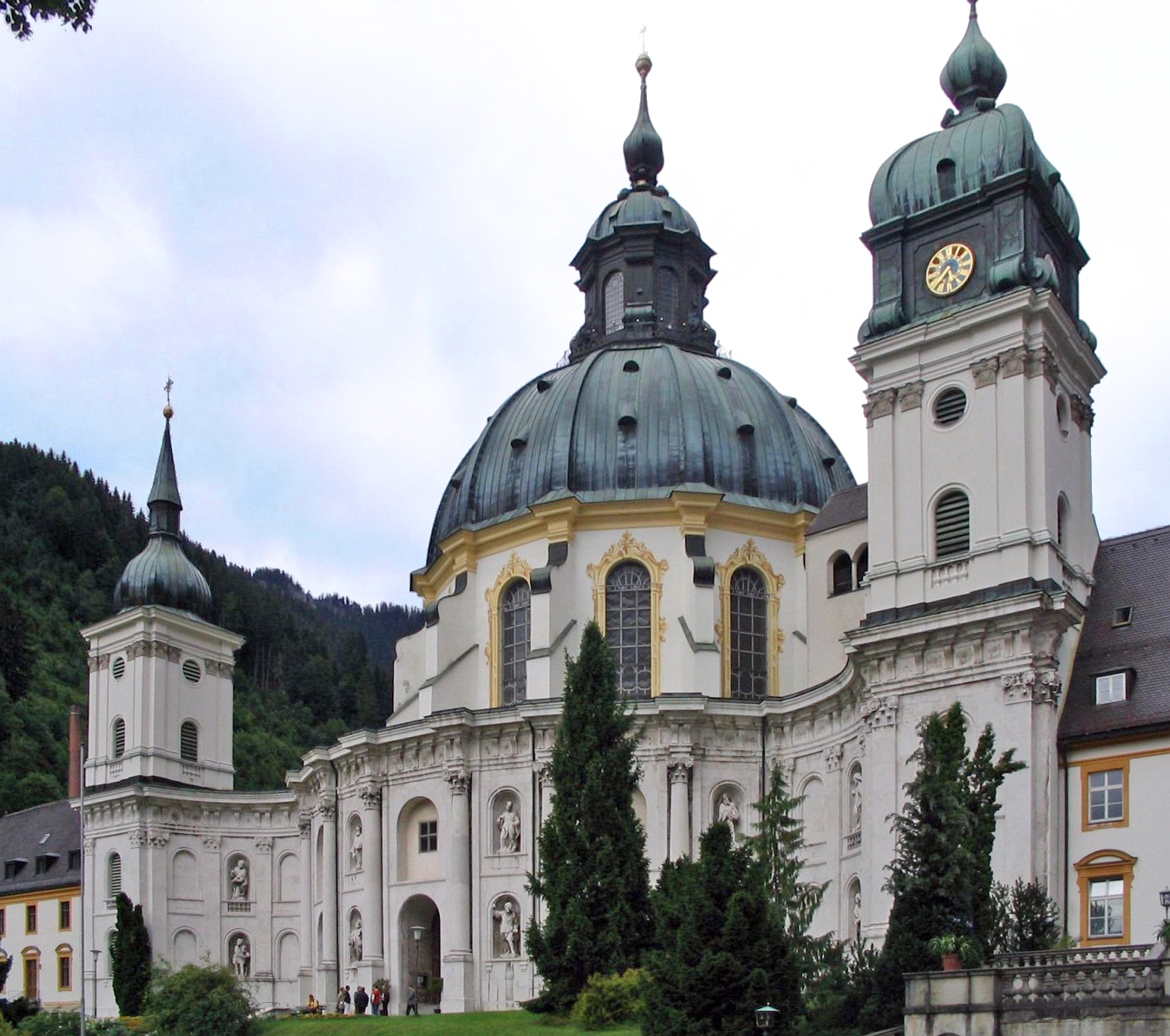
Monasterio de Ettal, arquitecto Enrico Zuccalli (arquitecto suizo-italiano radicado en Múnich), decoración interior de Josef Schmutzer (escuela de Wessobrunn de estuquistas) y Johann Baptist Straub.

### Los hermanos Asam
Los hermanos Egid Quirin y Cosme Damián Asam trabajaron en distintos edificios eclesiásticos de Austria, Baviera y Baden-Würrtemberg, a los que caracteriza su exuberante interior Rococó. Especialmente destacado es el que plantearon como capilla privada de la Asamhaus (su casa en Múnich) y que se terminó convirtiendo en iglesia pública por la presión popular (la llamada Asamkirche, 1733-1746).

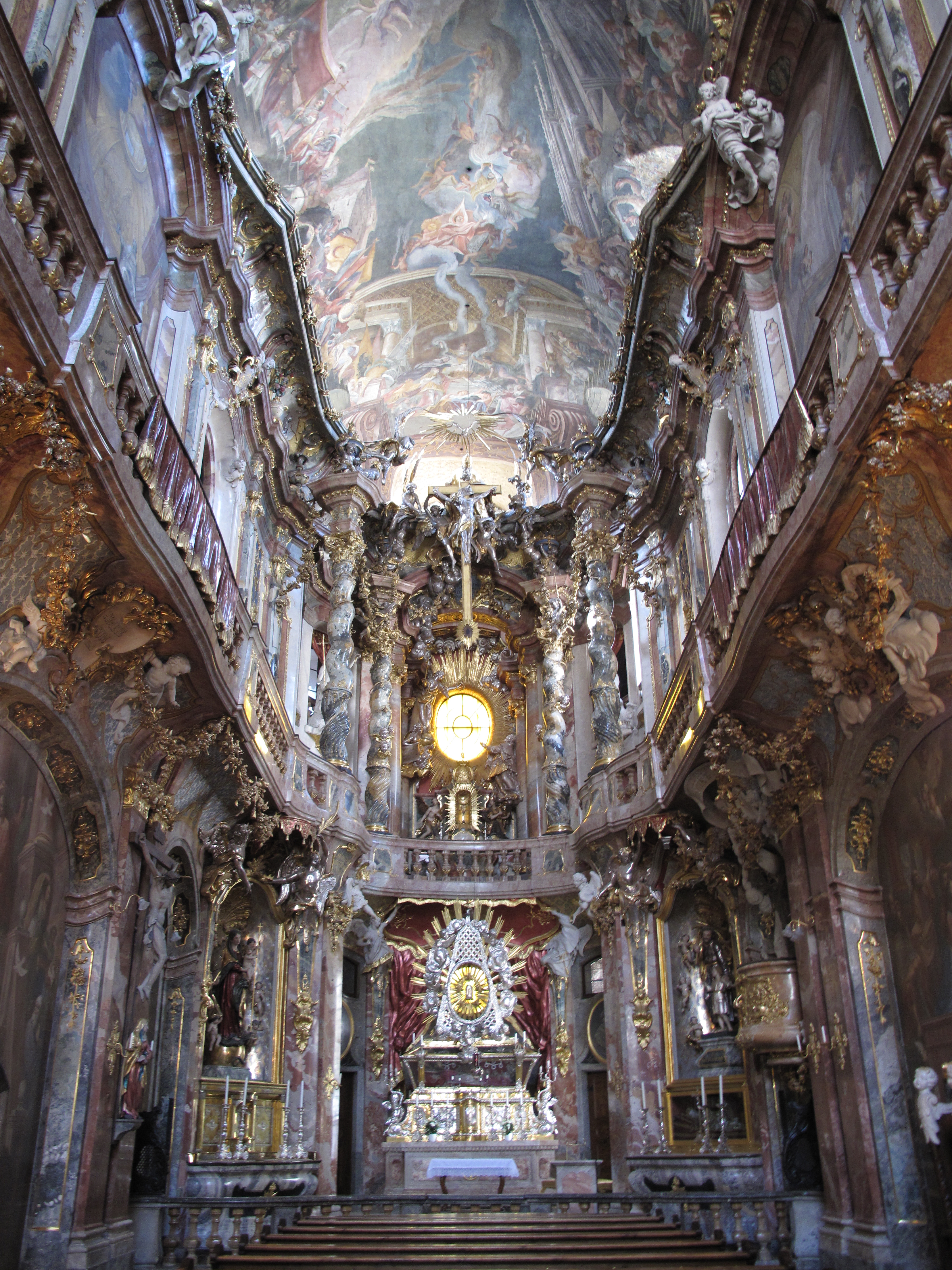
Interior.
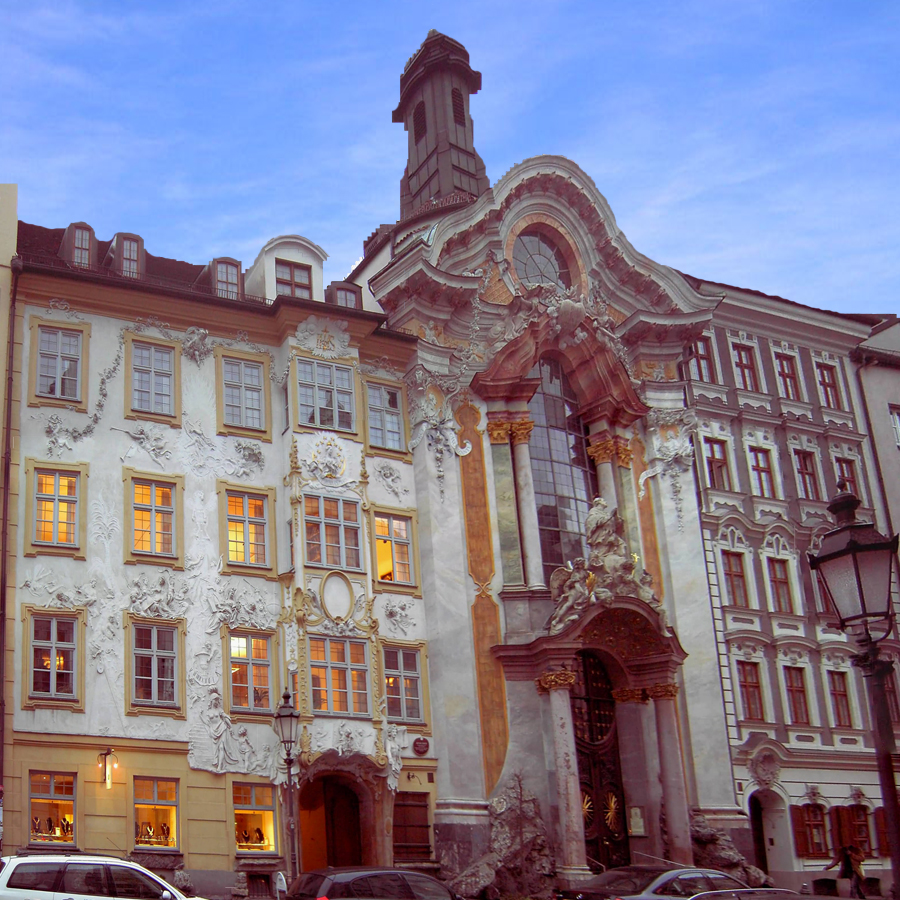
Exterior (junto con la Asamhaus).

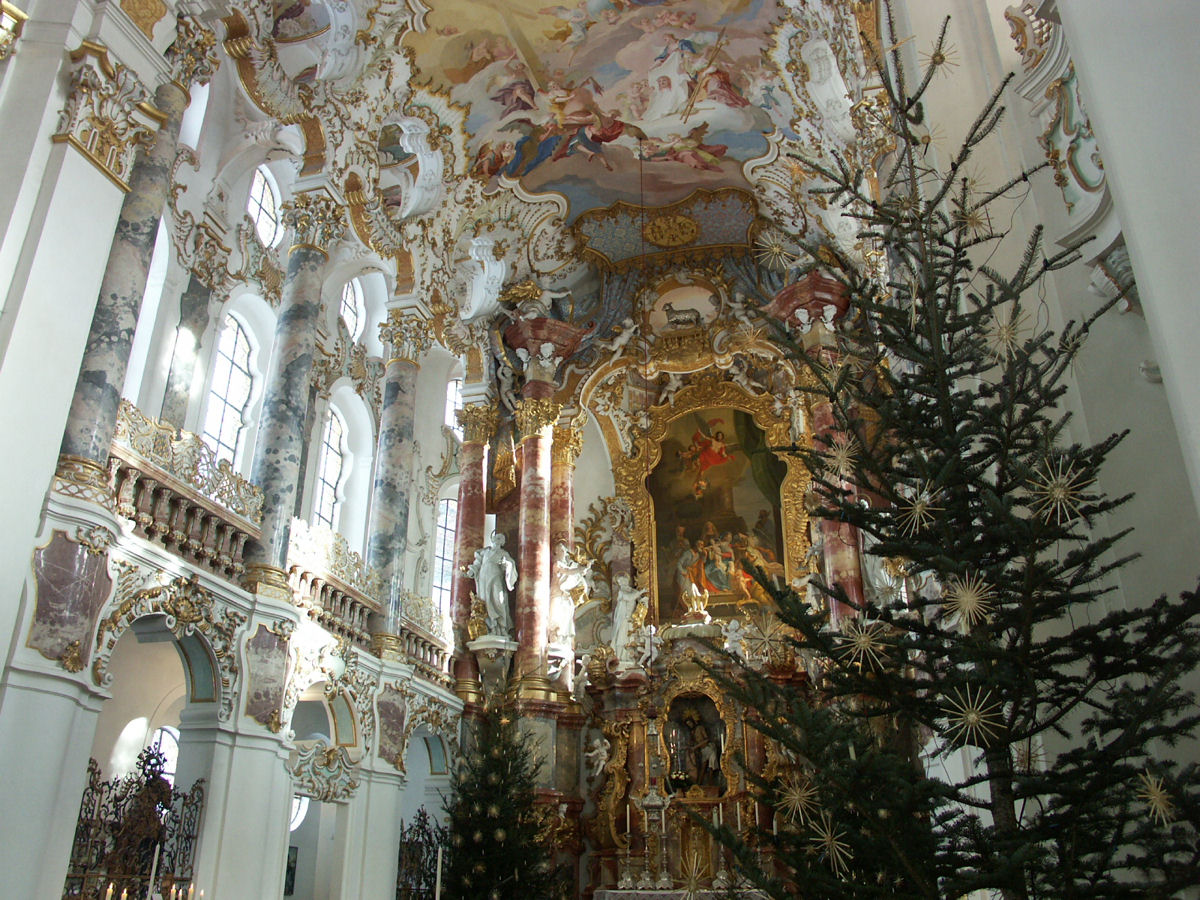
Wieskirche

## Suabia
En Suabia Dominikus Zimmermann construyó las interesantes iglesias Wallfarhrtskirche de Steinhausen (Bad Schussenried) y de Wies (Wieskirche).

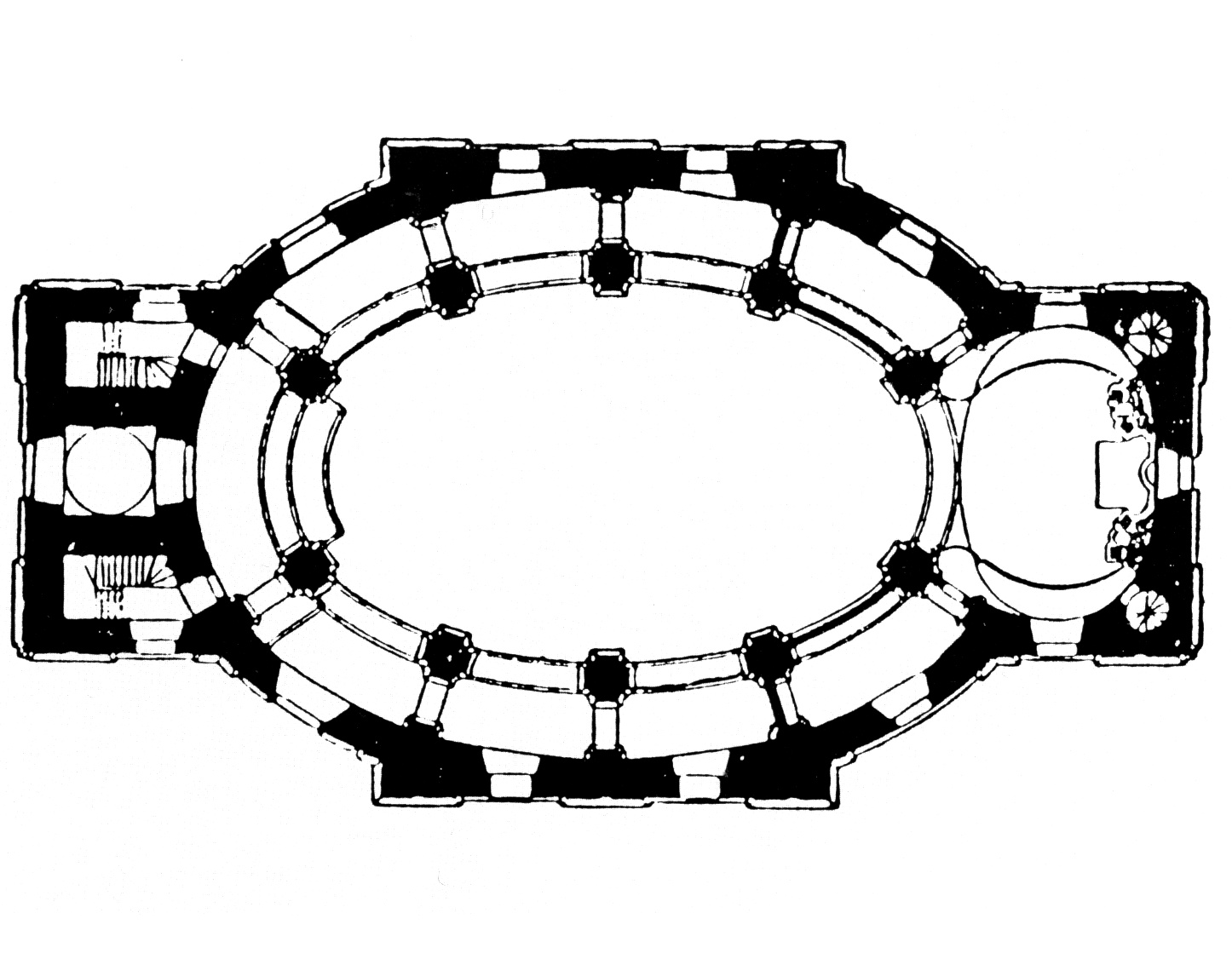
Planta de la Wallfahrtskirche de Steinhausen.

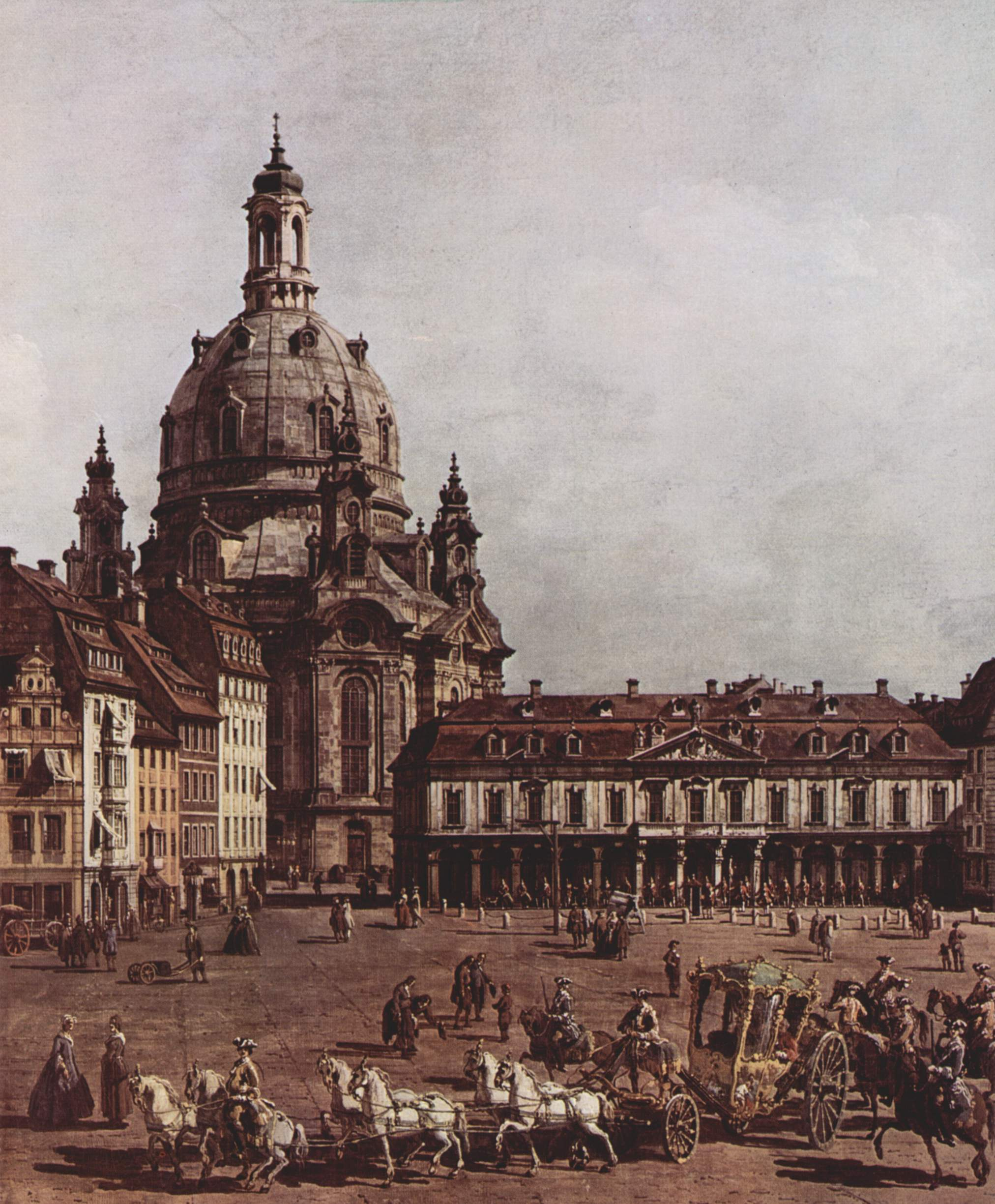
La Frauenkirche de Dresde en un cuadro de Canaletto, ca. 1750.

## Barroco protestante

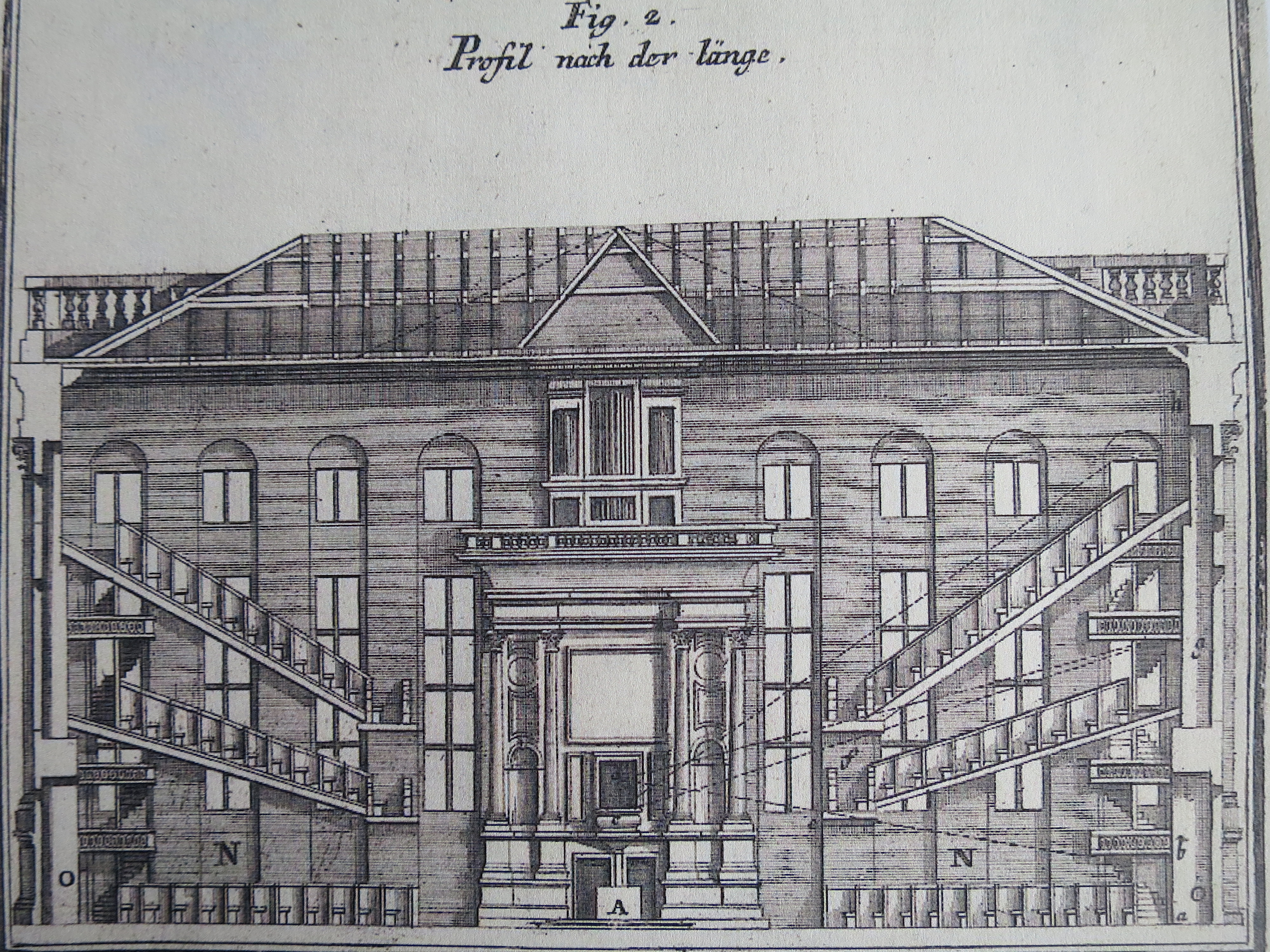
Diseño de una Querkirche ideal, 1718.

La arquitectura religiosa protestante fue de menor importancia durante el Barroco, y solo produjo algunas obras de interés, como la Frauenkirche de Dresde, de George Bähr. El tratadismo arquitectónico se desarrolló más en el Norte que en el Sur de Alemania, con la edición de Leonhard Christoph Sturm de Nikolaus Goldmann, pero las consideraciones teóricas de Sturm, particularmente las relativas a la construcción de iglesias protestantes, nunca se llevaron a la práctica. En el Sur, el tratadismo se redujo esencialmente al uso de modelos de edificios y elementos arquitectónicos en grabados y libros ilustrados.

## Arquitectura palaciega
La arquitectura palaciega fue igualmente importante en el Sur católico y en el Norte protestante. Tras una fase inicial en que dominó la influencia de arquitectos italianos (Viena, Rastatt), prevaleció la influencia francesa, sobre todo a partir de la segunda década del siglo XVIII. El modelo francés se caracterizó por la cour d'honneur rodeada de edificios en forma de herradura hacia el lado de la ciudad (chateau entre cour et jardin), mientras que el esquema italiano (y también austriaco) presentaba una villa de un solo bloque. El principal logro de la arquitectura palaciega alemana, fruto de la colaboración de varios arquitectos, fue la síntesis de los modelos francés y austro-italiano, como muestra la Residencia de Wurzburgo (Würzburg Residenz, que para Napoleón era "la mayor casa del cura de Europa"): mientras su planta general es la herradura de tipo francés, encierra los patios en el interior; sus fachadas combinan el gusto decorativo de Lucas von Hildebrandt con los órdenes clásicos de estilo francés en dos cuerpos superpuestos, mientras que en su interior se acoge la famosa "escalera imperial" austriaca y también una enfilade de habitaciones en el lado del jardín, inspiradas por el apartement semi-double de los chateaux franceses.

Arquitectura palaciega
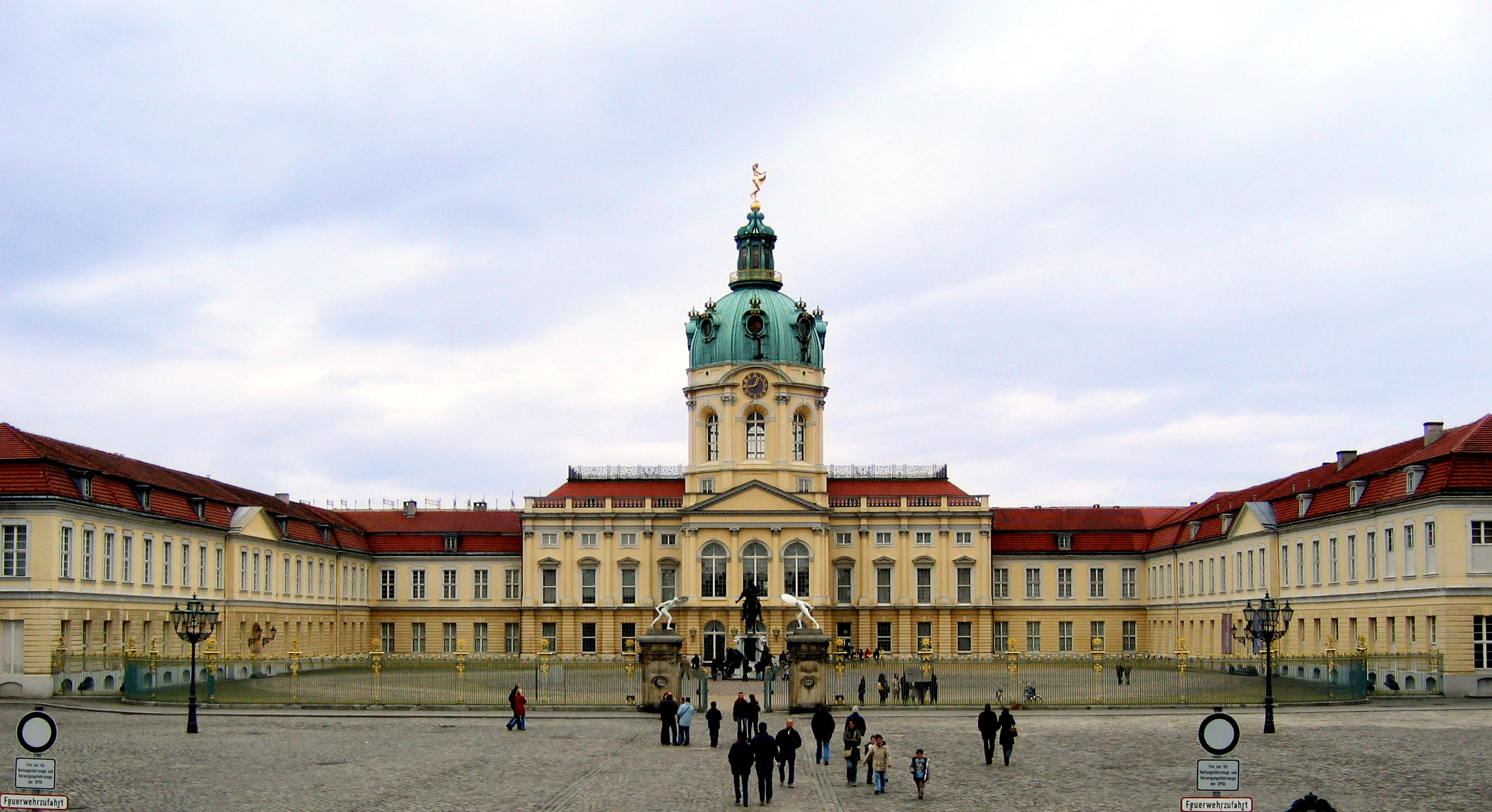
Schloss Charlottenburg, Berlín.
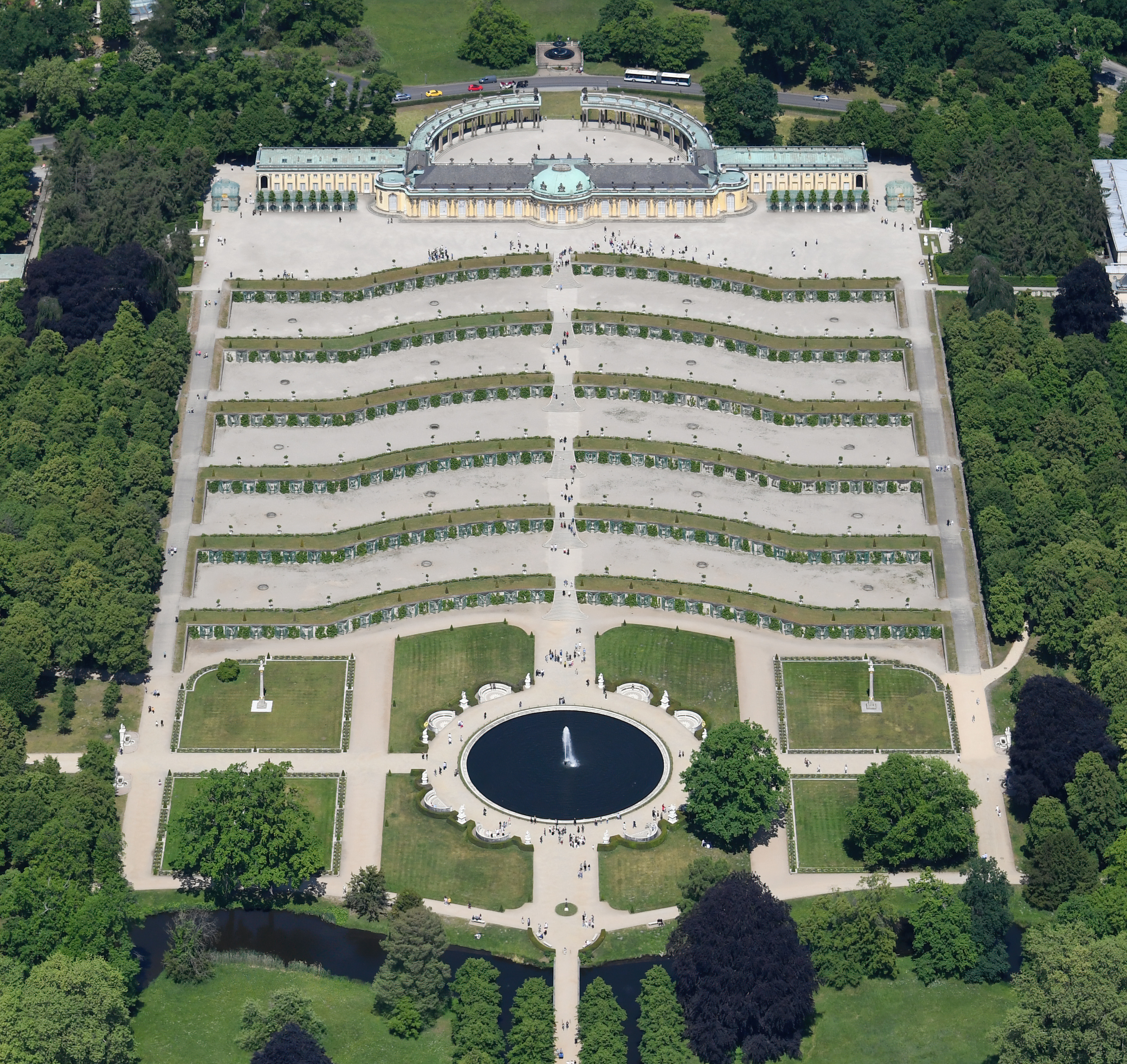
Vista aérea del Palacio de Sanssouci.
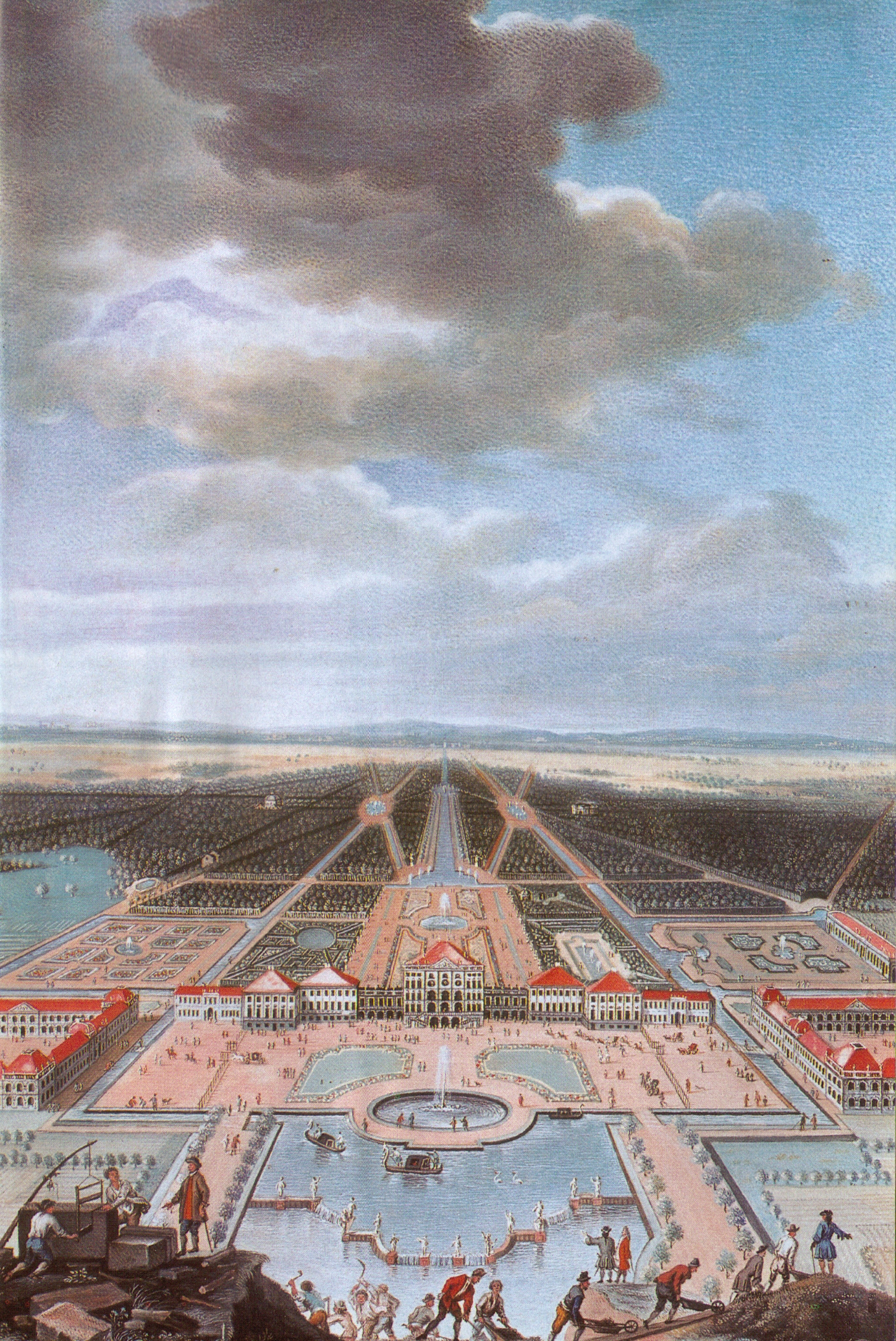
El Palacio de Nymphenburg en una pintura de Maximilian de Geer, 1730.
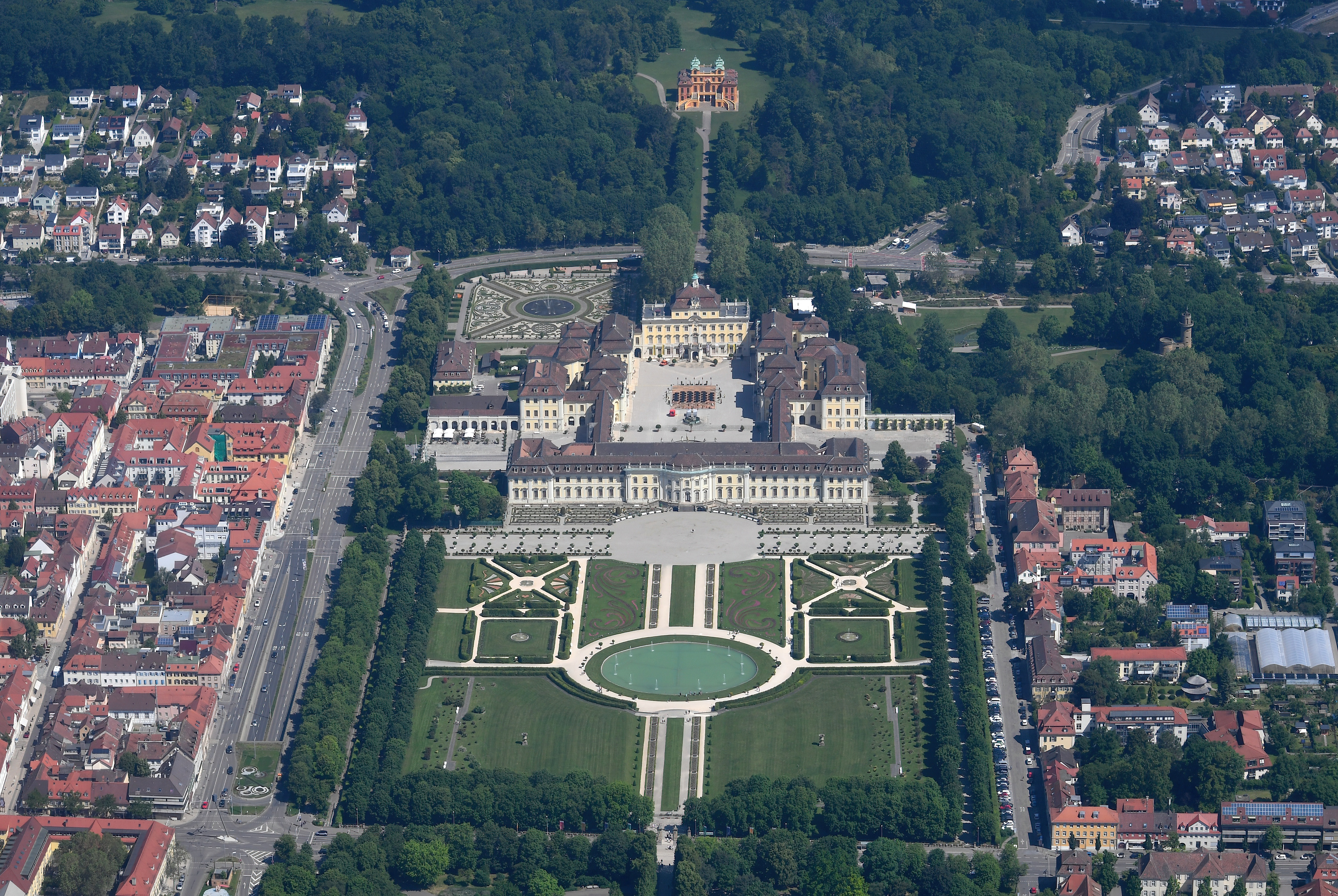
Vista aérea del Palacio de Ludwigsburg.
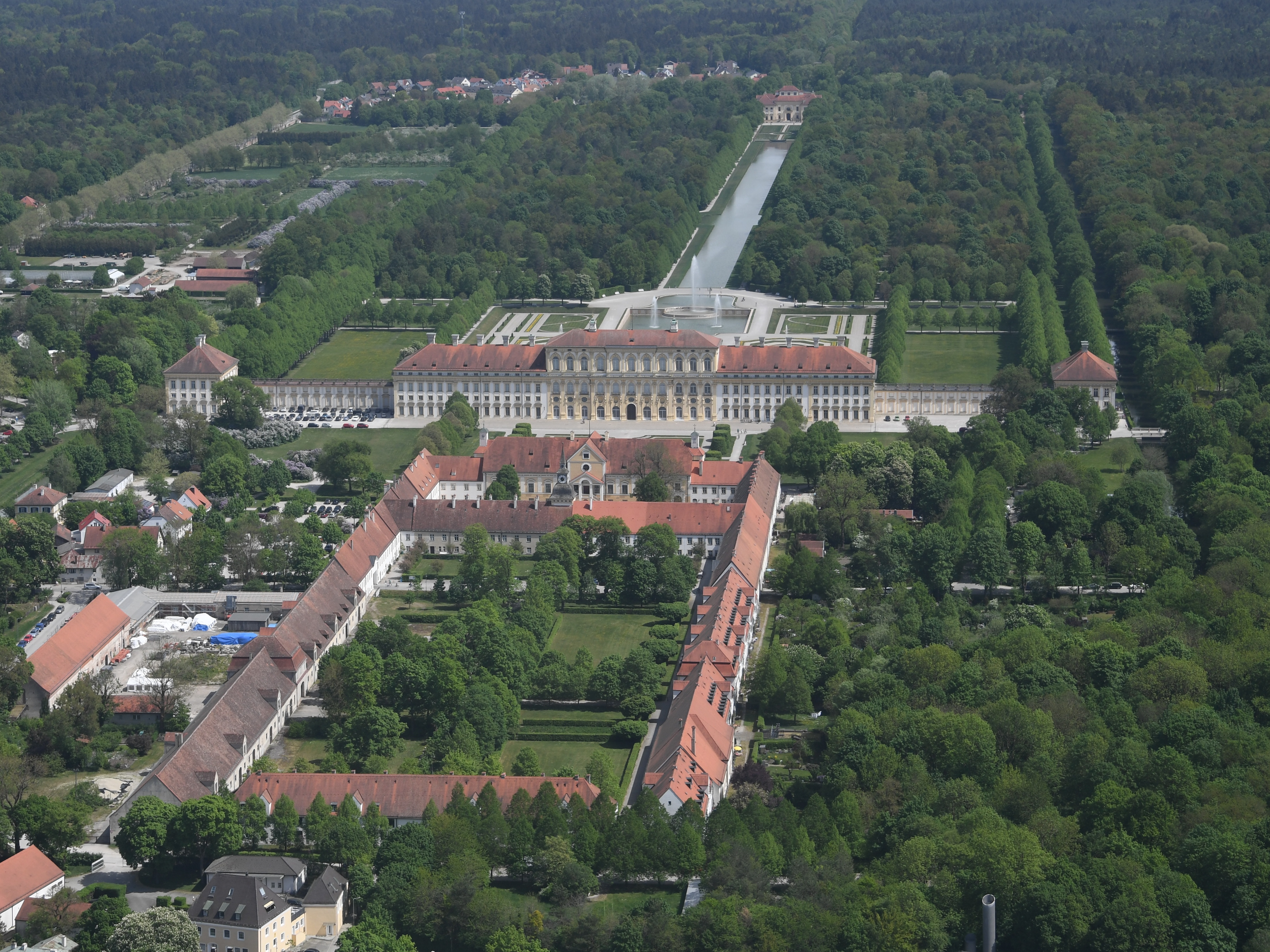
Vista aérea del Palacio de Schleissheim.

El orgullo de todos los príncipes del siglo XVIII consistía en poder disponer de pequeños Versalles en sus estados. Entre las grandes residencias ciudadanas que fueron construidas a fines del siglo xvii y principios del xviii sobresalen en Alemania las magníficas construcciones de los príncipes eclesiásticos de la casa Schónborn, cuya monumental grandeza es una manifestación del orgullo personal de sus constructores.
Karl Schaefe La arquitectura de Occidente, 1920.

## Barroco suizo
Identificado con la Contrarreforma, el Barroco entró en Suiza, siguiendo a la expansión de jesuitas y capuchinos, por el Cantón de los Grisones (Graubünden, Grigioni), tras la destrucción debida a la Guerra de los Treinta Años, que para esta zona se denominó particularmente Bundner Wirren ("Confusión de las Ligas", 1618-1639). Los rasgos distintivos del estilo eran naves más amplias, formas ovales, cúpulas bulbosas, elementos arquitectónicos fragmentados, uso dramático de la luz, rico colorido y ornamentación, grandes frescos en los techos, trampantojos y una fachada que solía incluir una proyección dramática. De mediados a finales del siglo XVII, hubo un buen número familias de maestros de oficios de la construcción de Roveredo, San Vittore y lugares cercanos en Graubünden, que llevaron a cabo obras por toda Europa.
Para paliar las penalidades de las guerras se construyeron numerosos hospicios capuchinos en el cantón, antes de expandirse por el resto de Suiza. Artesanos locales y forasteros se formaron en las obras de nuevas iglesias parroquiales, monasterios, iglesias de peregrinación, capillas y Helgenstöckli por toda la zona. Además de los edificios religiosos, también se levantaron cientos de mansiones urbanas y rurales, casas consistoriales, hospitales, graneros y fortificaciones.
Al ser el uso del color una de las características del Barroco, se incluía como parte integral de las construcciones, tanto en el interior como en el exterior, en decoración, frescos, esculturas y todo tipo de elementos, a cargo de artistas especializados. Artistas tanto locales como foráneos activos en Suiza condujeron a una rápida expansión de ideas. Cada zona al Norte de los Alpes disponía de familias locales especializadas en oficios artísticos, como canteros, escultores, estuquistas, tallistas, etc. A medida que aprendían el nuevo estilo incorporaban su estética en las numerosas nuevas iglesias. A comienzos del siglo XVII artistas del Cantón del Tesino (Ticino, Tessin) comienzan a viajar a Roma para aprender el estilo Barroco de pintura. Algunos de ellos, como Giovanni Serodine de Ascona y Pier Francesco Mola de Coldrerio, se quedaron en Roma, mientras otros volvieron a Ticino. A medida que se expandía el estilo Barroco, también fue incorporado por artistas al norte de los Alpes.
Entre los ejemplos más notables están la catedral de Arlesheim, la iglesia jesuita de Lucerna, y las abadías de Pfäfers, Disentis, Rheinau, Einsiedeln y Saint Gall.

Ejemplos de barroco suizo
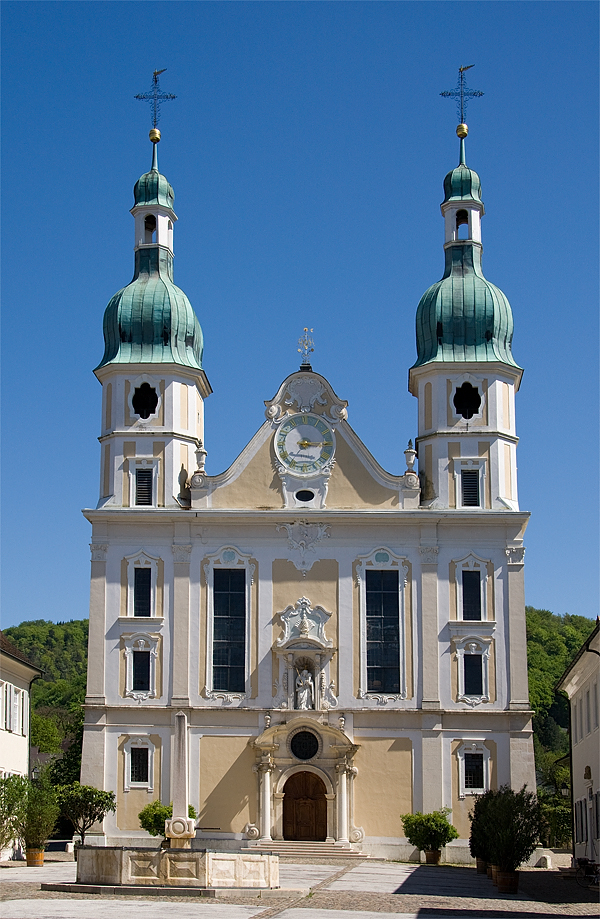
Catedral de Arlesheim
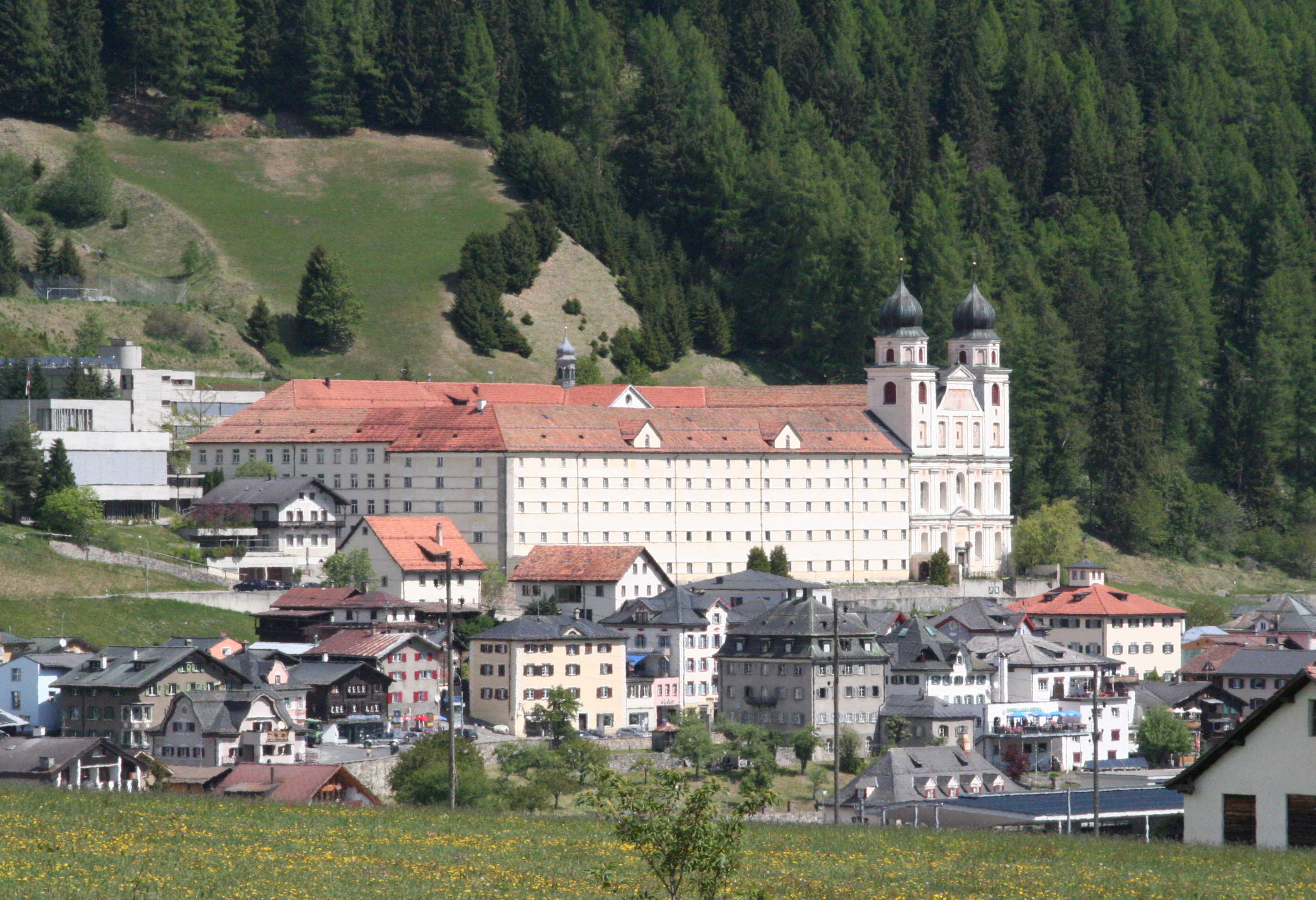
Disentis
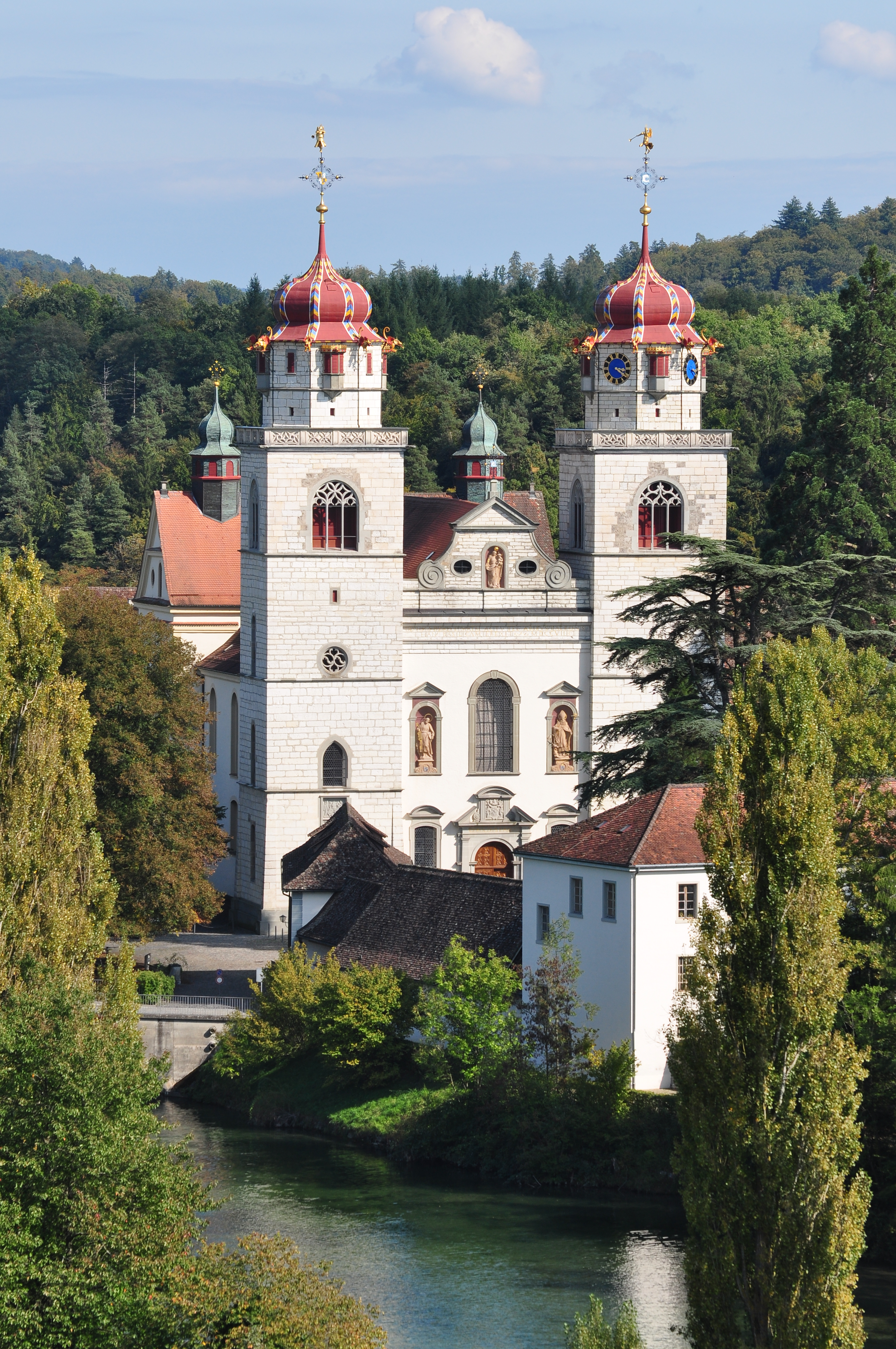
Rheinau
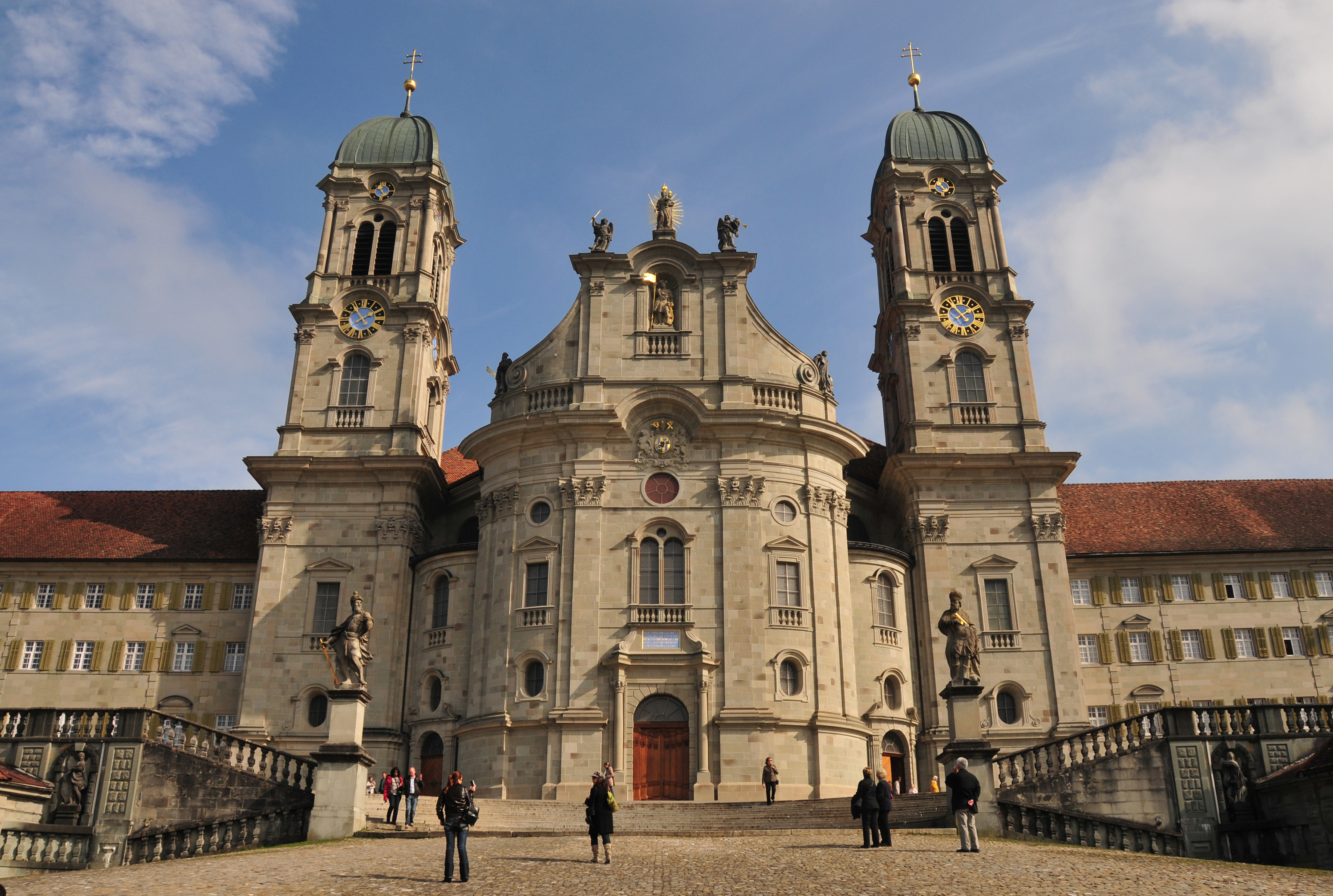
Abadía de Einsiedeln
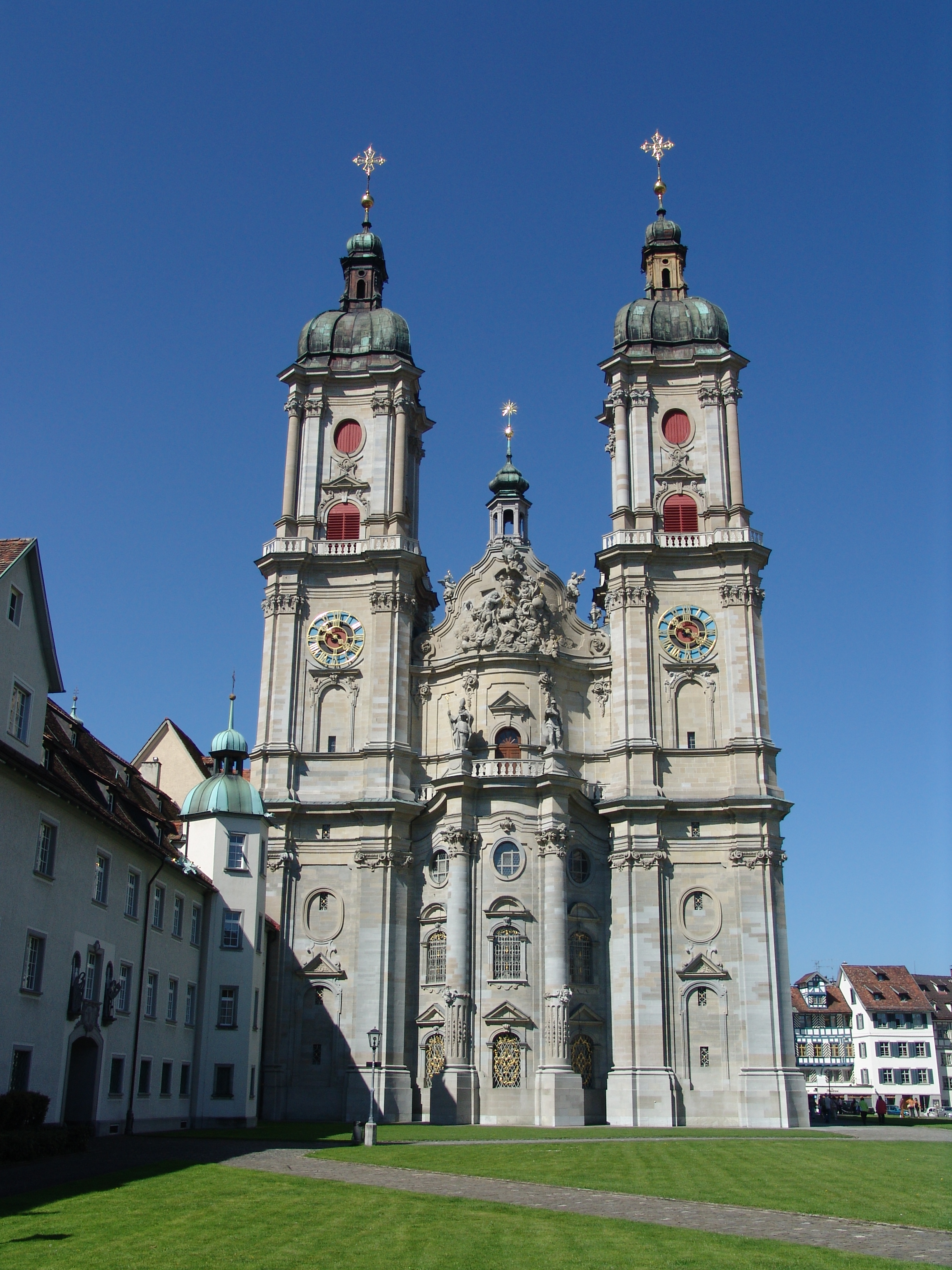
Abadía de San Galo

## Barroco polaco
La arquitectura barroca en Polonia corresponde con las obras arquitectónicas creadas de acuerdo con los supuestos del arte barroco en la República de las Dos Naciones (1569-1795), en la época del reinado de los primeros reyes electivos y de la Contrarreforma, de las largas guerras con los países vecinos —con Suecia, el Zarato ruso y el Imperio otomano— y de disturbios internos —levantamientos cosacos de Kosińskiego (1591-1593), Nalewajki (1594-1596) y Chmielnicki (1648-1654)—. El siglo XVII  fue un período complejo, de transición que precedió a la supremacía del barroco maduro. Hubo una coexistencia y, a veces, una simbiosis de direcciones artísticas diferentes, a veces opuestas. Hasta alrededor de 1640, la tendencia principal fue el manierismo de procedencia italiana y neerlandesa. Al mismo tiempo, junto al manierismo, también está el barroco temprano en la redacción romana. Además de estos estilos, también existió el tradicionalismo renacentista.
El barroco temprano apareció en Polonia inmediatamente después de su nacimiento en Italia, y sus principales impulsores fueron la corte real de Segismundo III Vasa y la Orden de los jesuitas. En 1595, se incendiaron los apartamentos privados del rey en el ala norte del castillo de Wawel  y su reconstrucción, dirigido por Giovanni Trevano y Tomasz Dolabella se llevó a cabo en estilo barroco. En este contexto, destaca también más adelante la columna de Segismundo, un monumento al rey diseñado por Constantino Tencalla y Augustyn Locci. La figura del rey fue esculpida por Clemente Molli y fue fundida en bronce por Daniel Tym.
Pero la primera edificación de estilo barroco fue la iglesia del Corpus Christi (1584-1593) en Nieśwież (después de 1945, Niasvizh, ahora e Bielorrusia). La iglesia también tiene la distinción de ser la primera basílica cupulada con una fachada barroca en la Mancomunidad y en Europa del Este. El primer edificio barroco en la Polonia actual fue la iglesia de San Pedro y San Pablo  (1597-1619) en Cracovia, construida por Giovanni Battista Trevano. La población judía de ese período era numerosa y próspera y se construyeron muchas sinagogas judías en el país en estilo barroco. Algunos de esos edificios han sobrevivido, incluida la sinagoga Włodawa.
En los primeros años del siglo XVII, la arquitectura barroca se difundió por la Mancomunidad. Algunas tempranas iglesias barrocas fueron la capilla Vasa en la catedral de Wawel (que era el equivalente barroco de la vecina capilla de Segismundo, construida años antes en estilo renacentista) y la Iglesia de la Visitación de Cracovia. La mayoría de esas tempranas iglesias siguieron un patrón establecido por la iglesia del Gesù de Giacomo Barozzi da Vignola en Roma. Otras iglesias y capillas de mediados del siglo XVII fueron la capilla de San Casimiro en la catedral de Vilnius, la Iglesia de San Pedro y San Pablo y la Iglesia de San Casimiro en Vilna, el monasterio de Pažaislis en Kaunas, la Iglesia de los Dominicos y la Iglesia de San Jorge en Lwów (actual Lviv, ahora Ucrania). Ejemplos de finales del XVII son la iglesia de los jesuitas en Poznań, la catedral de San Francisco Javier en Grodno, la capilla Real en Gdańsk (de un estilo arquitectónico ecléctico basado en una mezcla de tradiciones constructivas polacas y neerlandesas), y el santuario de Santa María en Masuria (construido en estilo barroco tirolés). Ejemplos notables de arquitectura barroca residencial de este período son el castillo de Ujazdów, el palacio de Wilanów y el palacio Krasiński (1677-1683) en Varsovia.
También se desarrolló una arquitectura secular barroca desligada de la religión. El Castillo Real de Varsovia fue reconstruido entre 1596 y 1619 por los arquitectos italianos Giacomo Rotondo, Matteo Castelli y Giovanni Trevano. En el exterior del castillo, una columna con la estatua del rey Zygmunt, esculpida por Clemente Molli y fundida por Daniel Tym fue levantada por su hijo, Vladislao IV Wasa, en 1644. El parque Ujazdowski con un nuevo palacio, el palacio de Ujazdów, fue construido por Trevano entre 1619 y 1625. El palacio de Ujazdów pronto fue eclipsado por el palacio de Wilanów, levantado por el rey Juan III Sobieski entre 1677 y 1696. El estilo de esas nuevas residencias reales pronto fue imitado por numerosos magnates que no querían quedarse atrás, lo que llevó a erigir numerosas residencias barrocas que surgieron por todo el campo polaco, como Kruszyna (1630, construida para el voivoda Kasper Doenhoff), el castillo de Łańcut (1629-1641, reconstruido para Stanisław Lubomirski), Wiśnicz (1616-1621, también para Stanisław Lubomirski), Ujazd (Krzyżtopór, construido en 1628-1644 para Krzysztof Ossoliński).
El monumental castillo Krzyżtopór (en ruina permanente), construido en el estilo palazzo in fortezza entre 1627 y 1644, tenía varios patios rodeados de fortificaciones. Además, la fascinación del barroco tardío por la cultura y el arte de China se refleja en el palacio chino de la reina Masysieńka en Zolochiv. Los palacios de los magnates del siglo XVIII representan el tipo característico de residencia suburbana barroca construida entre cour et jardin (entre el patio de entrada y el jardín). Su arquitectura, una fusión del arte europeo con las antiguas tradiciones de construcción de la Mancomunidad, es visible en el palacio Potocki en Radzyń Podlaski, el palacio Raczyński en Rogalin y el palacio Wiśniowiecki en Vyshnivets.
A finales del siglo XVII, el arquitecto más famoso en la Mancomunidad era el neerlandés Tylman van Gameren, quien, a la edad de 28 años, se había instalado en el país y comenzó a trabajar para la reina María Casimira y el rey Juan III Sobieski. Tylman dejó un legado de edificios que se consideran joyas de la arquitectura barroca polaca, entre otros, el palacio Ostrogski, el palacio Otwock, el palacio Branicki (1691-1697) en Białystok, la iglesia de San Casimiro en Varsovia (1688-1692) y la iglesia de Santa Ana ([1689-1703).
Un estilo notable de arquitectura barroca surgió en el siglo XVIII con el trabajo de Johann Christoph Glaubitz, a quien se le asignó la tarea de reconstruir Vilna, la capital del Gran Ducado de Lituania. Por ello a ese estilo se le denominó barroco vilniano, y la antigua Vilnius fue nombrada la «ciudad del barroco». Los edificios más notables de Glaubitz en Vilnius son la Iglesia de Santa Catalina, iniciada en 1743, la Iglesia de la Ascensión, que se inició en 1750, la Iglesia de San Juan, la puerta del monasterio y las torres de la Iglesia de la Santísima Trinidad. La magnífica y dinámica fachada barroca de la antigua iglesia gótica de San Juan se menciona entre sus mejores obras. Muchos interiores de iglesias, incluido el de la gran Sinagoga de Vilna, fueron reconstruidos por Glaubitz, así como el Ayuntamiento construido en 1769. El mejor ejemplo del barroco vilniano en otros lugares es la Catedral de Santa Sofía en Polotsk, que fue reconstruida entre 1738 y 1765.
Las etapas del Barroco en Polonia, y también de la arquitectura, se suelen dividir en tres períodos principales que coinciden con el reinado de:
- los gobernantes de la dinastía Vasa (r. 1587-1668), el llamado estilo Vasa, un barroco inspirado en las obras de Bernini en que las formas barrocas tempranas coexisten con el período del Renacimiento tardío (manierismo);
- Jan III Sobieski (r. 1674-1694), en el que el barroco se convirtió en el estilo dominante; aparte de los diseños italianos, también hay una variación del barroco clasicista;
- los gobernantes sajones (r. 1697-1763), el período del barroco tardío, dominado por los patrones rococó italianos, franceses y de Dresde, con un estilo específico del llamado Barroco de Vilnius.

- Los grandes palacios barrocos polacos
- Palacio de Wilanów (1677-1696), Varsovia, conocido como el «Versalles polaco», una residencia palaciega del rey Juan III Sobieski
- Palacio Krasiński (1677-1683), Varsovia, para el voivoda de Płock, Jan Dobrogost Krasiński, según el diseño de Tylman van Gameren
- Palacio en Rydzyna (1685-1695), residencia del rey Estanislao I Leszczynski  de 1704 a 1709.
- Palacio Branicki (1691-1697) en Białystok, residencia del conde Jan Klemens Branicki, destruido en la II Guerra Mundial y luego reconstruido

## Barroco húngaro

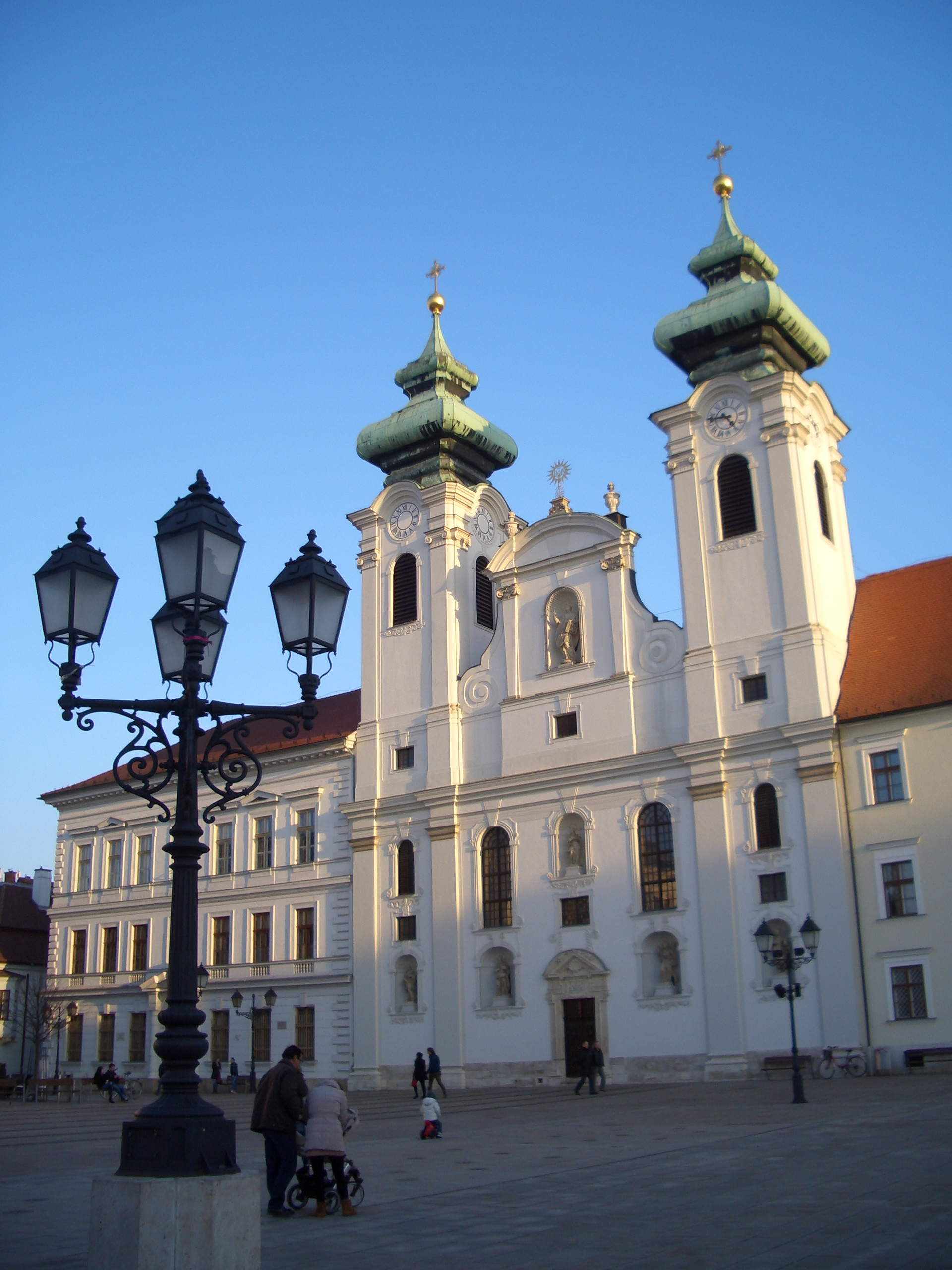
Plaza Széchenyi en Győr.

El primer gran edificio barroco fue la iglesia jesuita de Trnava (hoy Eslovaquia), de los maestros italianos Antonio y Pietro Spazzi, 1629–37, que sigue el modelo de la iglesia del Gesú de Roma. Los jesuitas propagaron el nuevo estilo con sus iglesias de Győr (1634–1641), Košice (1671–1684), Eger (1731–1733) y Székesfehérvár (1745–1751). La reconstrucción de los territorios devastados por los turcos se llevó a cabo en estilo Barroco en el siglo XVIII. Pueden encontrarse ciudades barrocas casi intactas en Győr, Székesfehérvár, Eger, Veszprém, Esztergom y el distrito del Castillo de Buda. Los palacios barrocos más importantes fueron el propio Castillo de Buda, el Palacio Grassalkovich de Gödöllő, y el Eszterháza de Fertőd. Edificios barrocos de menor tamaño, para la aristocracia húngara, se hallan por todo el país. El Barroco húngaro muestra la doble influencia de Austria e Italia, así como la presencia de arquitectos alemanes e italianos. Las principales características de la versión local del estilo fueron la modestia, la ausencia de excesos decorativos y un cierto gusto "rural", especialmente en las obras de maestros locales. Arquitectos importantes fueron Andreas Mayerhoffer, Ignác Oraschek y Márton Wittwer. Franz Anton Pilgram también trabajó en el reino de Hungría, por ejemplo en el gran monasterio premostratense de Jasov (en la actual Eslovaquia). En las últimas décadas del siglo XVIII las tendencias neoclásicas se hicieron dominantes. Los dos arquitectos más importantes de ese periodo fueron Melchior Hefele y Jakab Fellner.
Con el tiempo aparecieron distintas variantes de la arquitectura barroca húngara, imitándose las que se hicieron famosas. Así se pueden establecer grupos basados en similitudes: los tipos Eszterháza, Széchenyi, Gödöllő, el barroco eclesiástico, las residencias señoriales, castillos y casas campesinas.

Ejemplos de barroco húngaro
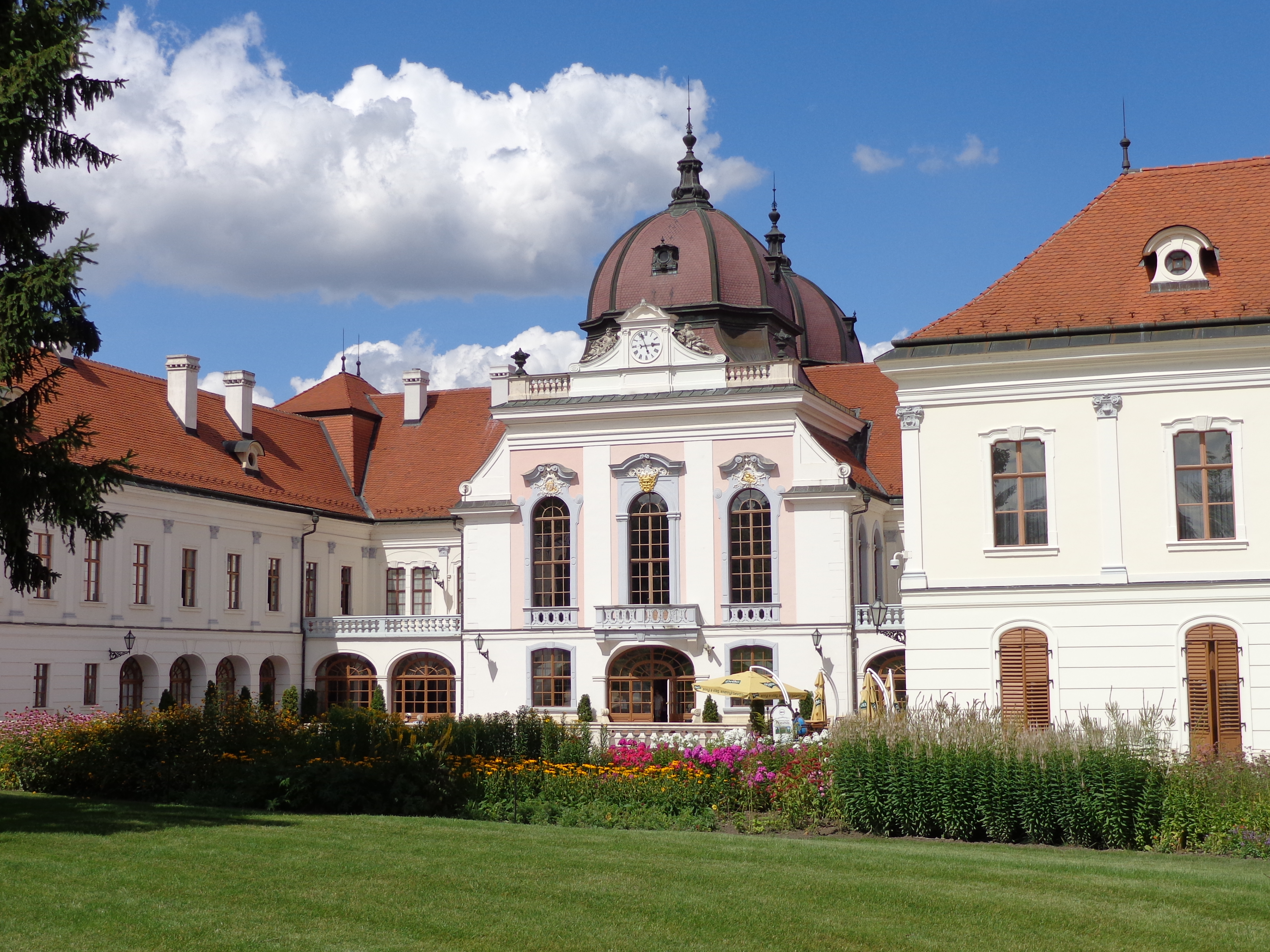
Palacio Grassalkovich en Gödöllő (tipo Gödöllő).
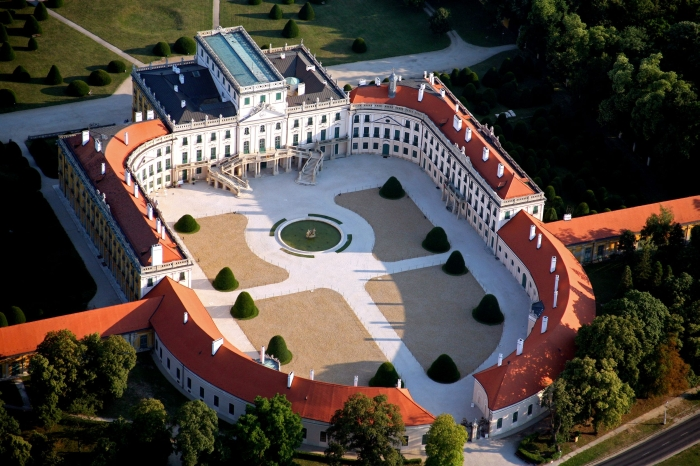
Eszterháza o Palacio Esterházy en Fertőd (tipo Eszterháza).
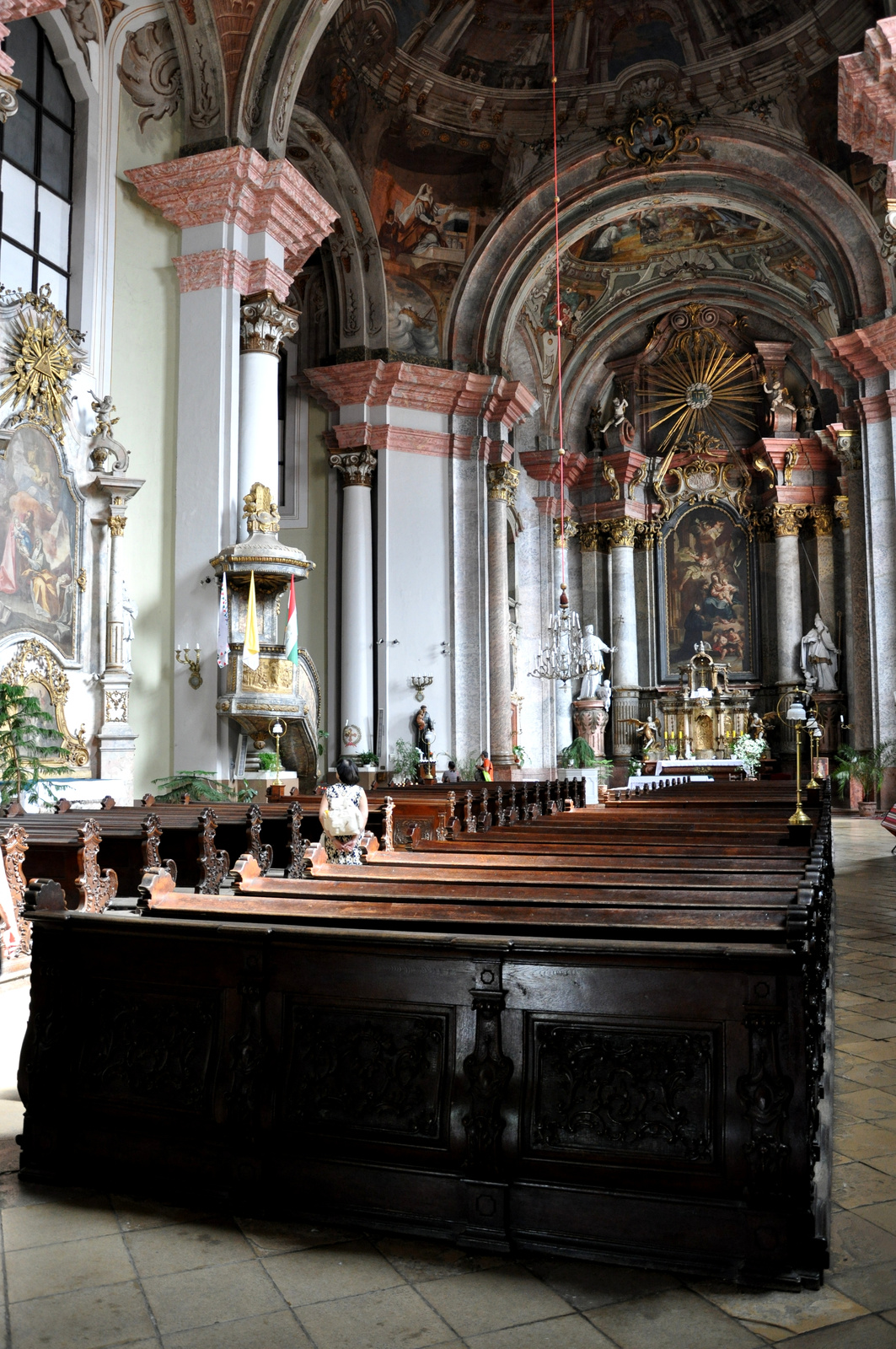
Interior de la iglesia minorita de Eger (tipo eclesiástico).
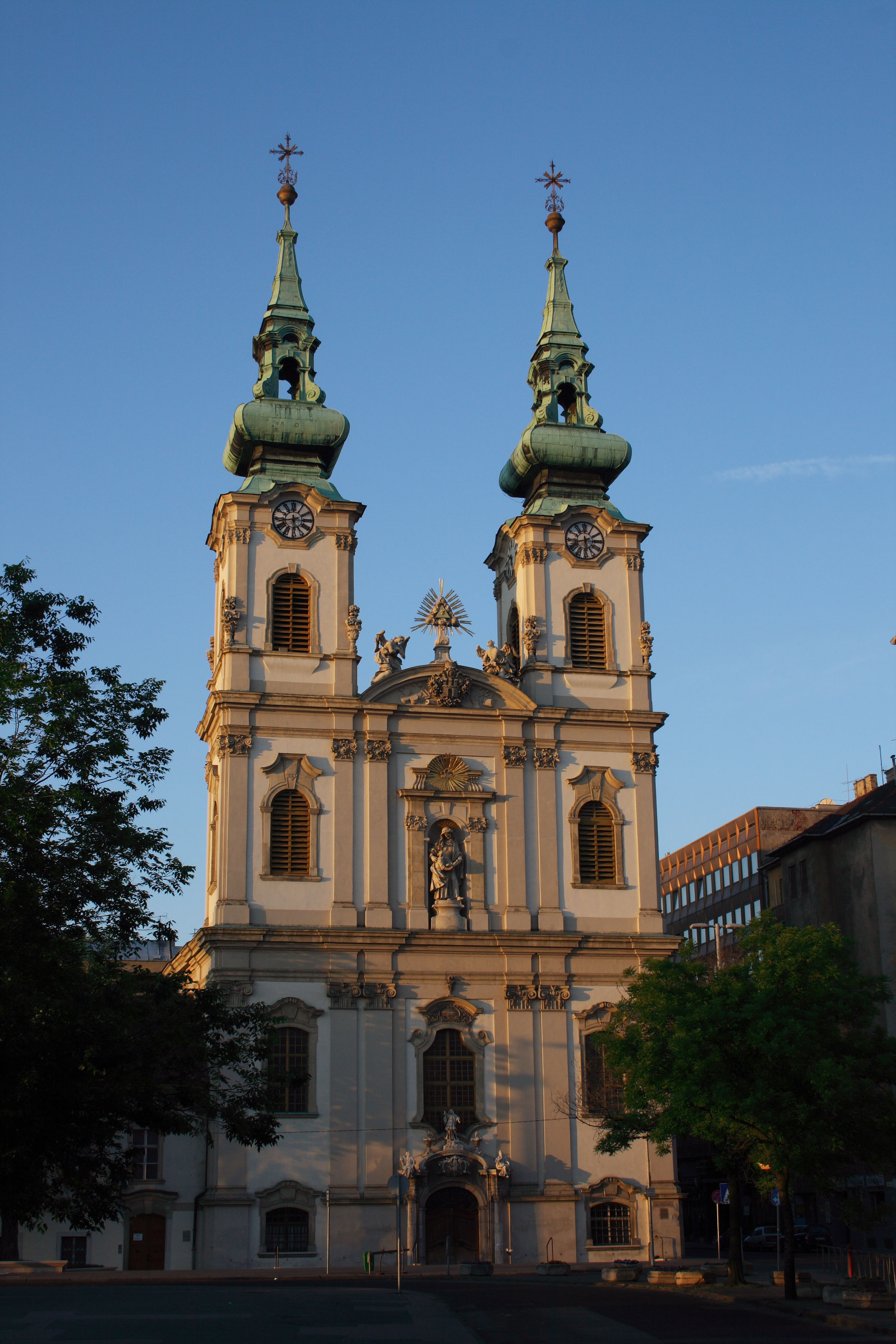
Iglesia parroquial de Santa Ana de Budapest.
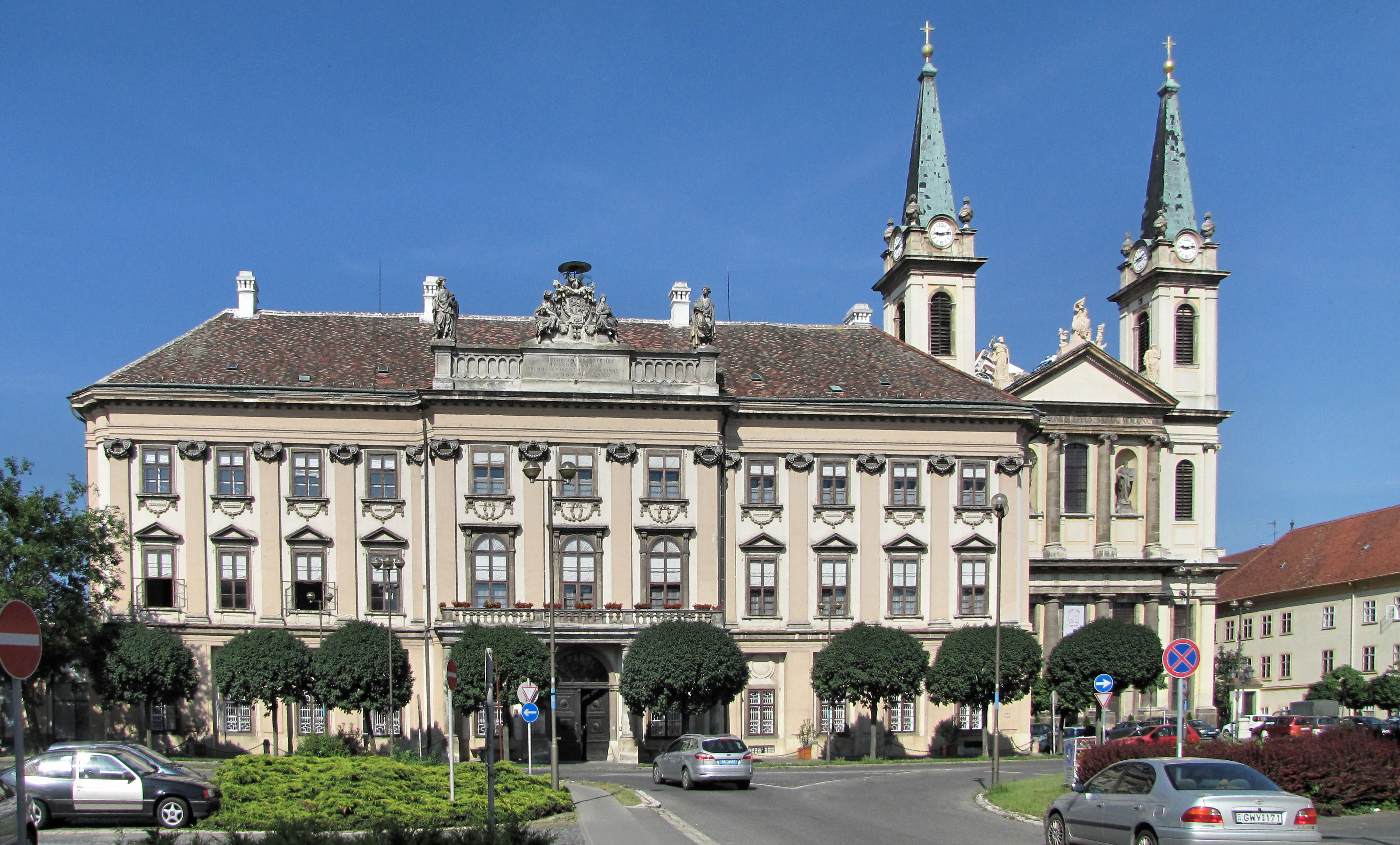
Palacio del Primado y Catedral de Szombathely.